# Bratislava
Bratislava (pronunciado en eslovaco [ˈbratislaʋa]ⓘ; hasta 1919: en eslovaco Prešporok, en húngaro: Pozsony, en alemán Pressburg/Preßburg, en croata Požun y en español Presburgo) es la capital y mayor ciudad de Eslovaquia. En 2024 tenía 479 389 habitantes y está situada a orillas del Danubio, cerca de las fronteras con Austria y Hungría, a unos 60 km de Viena.
Los montes Cárpatos comienzan en el territorio ocupado por la ciudad (Malé Karpaty, Pequeños Cárpatos). Bratislava es la sede del parlamento y gobierno eslovacos y cuenta con una gran oferta artística, cultural y educativa. La zona más interesante desde el punto de vista monumental y artístico es la Ciudad Vieja, con una gran variedad de comercios y servicios, aunque los precios son sensiblemente superiores a los de otras zonas de la ciudad y a los del interior del país. Mención especial merece también el puerto fluvial, donde se pueden ver barcos mercantes y una gran actividad. Bratislava es el centro político, económico, financiero y cultural de Eslovaquia.
Los territorios del sur de Eslovaquia, incluyendo Bratislava, formaron parte del Reino de Hungría desde la llegada de los húngaros en 895 hasta el fin de la Primera Guerra Mundial en 1918.
El castillo de Bratislava se erigió en el siglo XV durante el reinado de Segismundo de Hungría. En 1811, un incendio destruyó el castillo, así como gran parte del caserío aledaño y, posteriormente, se llevó a cabo una reconstrucción del conjunto. Actualmente, el castillo alberga el Museo Nacional Eslovaco, que abarca exhibiciones arqueológicas, históricas y artísticas.
Una vez caído el reino de Hungría en 1526 ante los turcos otomanos, este quedó dividido en tres partes: el principado independiente de Transilvania, el valiato de Buda, bajo dominio turco, y el reino húngaro bajo control del Sacro Imperio Romano Germánico. Bratislava se ubicaba en la parte germánica y recibió esa influencia como tal, hasta la expulsión de los turcos de Hungría en 1686. A partir de ese momento, el monarca húngaro era el emperador germánico y, por consiguiente, pretendía germanizar los territorios húngaros y eslovacos. En 1806 desaparece el Sacro Imperio y surge el Imperio austriaco en 1804, que heredó los territorios pertenecientes al reino de Hungría (inclusive Eslovaquia). Luego de las guerras de independencia húngaras contra los austriacos, se firma el acuerdo de Austria-Hungría en la ciudad en 1867 y nace el Imperio austrohúngaro. La ciudad se llamó Prešporok en eslovaco hasta el final de la Primera Guerra Mundial y sus antiguos nombres Pressburg y Pozsony, en alemán y húngaro respectivamente, aún son oficialmente reconocidos.

## Toponimia
La primera referencia escrita proviene de los Annales Iuvavenses, en los que se la nombra como Brezalauspurc, en relación con las batallas entre bávaros y húngaros ante las murallas del castillo de Bratislava en 907. El castillo recibió su nombre, o bien de Predslav, tercer hijo del rey Svatopluk I, o bien del noble local Braslav. Esta antigua variante reaparece como Braslava o Preslava en monedas acuñadas por el rey Esteban I de Hungría sobre el año 1000 y en las que aparecía el lema «Preslavva Civitas». A finales de la Edad Media, el nombre encuentra su forma final de Pressburg en alemán y la eslovaca de Prešporok, derivada de ésta (Presburgo en español). Aunque Pressburg fue el nombre oficial hasta 1919, los húngaros la llamaban Pozsony (escrito Posony antes del siglo XIX), y que aún es usado entre los húngaros. El nombre podría derivar de Božaň, un gobernante del castillo de Bratislava del siglo XI. El nombre latino de Posonium deriva del húngaro. Además de estos nombres, en documentos del Renacimiento se llama a la ciudad ᾽´Ιστροπόλις Istropolis, que significa «Ciudad del Danubio» en griego antiguo.
El actual nombre de Bratislava tiene su origen en 1837, cuando el eslavista Pavel Josef Šafárik reconstruyó la variante Břetislaw a partir de nombres antiguos, creyendo que estos derivaban del gobernante Bretislao I de Bohemia. Este fue usado en primera instancia por los miembros del movimiento eslovaco en 1844 como Bratislav. Tras la Primera Guerra Mundial, los diputados no eslovacos intentaron renombrarla «Ciudad Wilson» en honor del presidente de los Estados Unidos Woodrow Wilson para evitar la anexión por parte de Checoslovaquia. La propuesta fue rechazada y el nombre oficial fue Bratislava en marzo de 1919, después de que la ciudad pasara a formar parte de Checoslovaquia.

## Historia

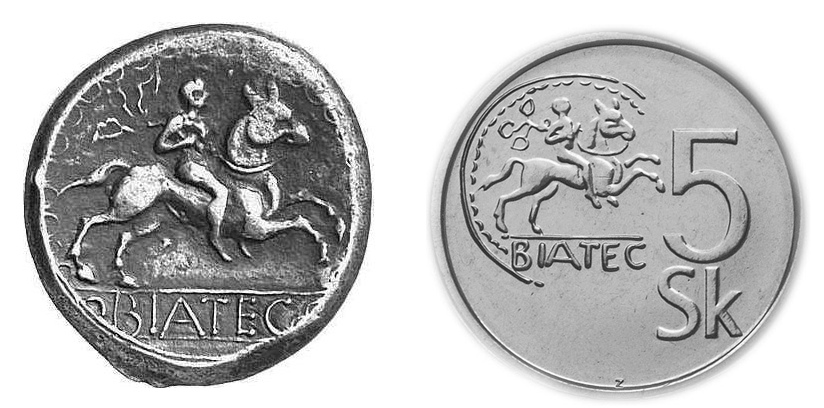
Un original Biatec y su réplica en una moneda de 5 coronas.

El primer asentamiento permanente de la zona comenzó con la Cultura de la cerámica de bandas, alrededor del año 5000 a. C. en el Neolítico. Alrededor del 200 a. C., la tribu celta de los boios fundó el primer asentamiento importante, una población fortificada tipo oppidum, y también estableció una ceca que acuñaba monedas de plata conocidas como biatecs. La zona cayó bajo influencia romana a partir del siglo I d. C. hasta el siglo IV y formó parte del limes romanus, un sistema de defensa de fronteras. Los romanos introdujeron uva creciente a la zona y se inició una tradición de la elaboración de los vinos, que sobrevive hasta el presente.
Los antepasados eslavos de los modernos eslovacos llegaron entre los siglos V y VI durante el Periodo de Migración. Como respuesta a ataques de los ávaros, las tribus eslavas locales se rebelaron y crearon el Imperio de Samo (623-658), la primera entidad política eslava conocida. En el siglo IX, los castillos Devín y Bratislava eran importantes centros de los Estados eslavos del Principado de Nitra y la Gran Moravia. La primera referencia escrita a la ciudad data de 907 y está relacionada con la caída de la Gran Moravia a consecuencia de los ataques de los húngaros.

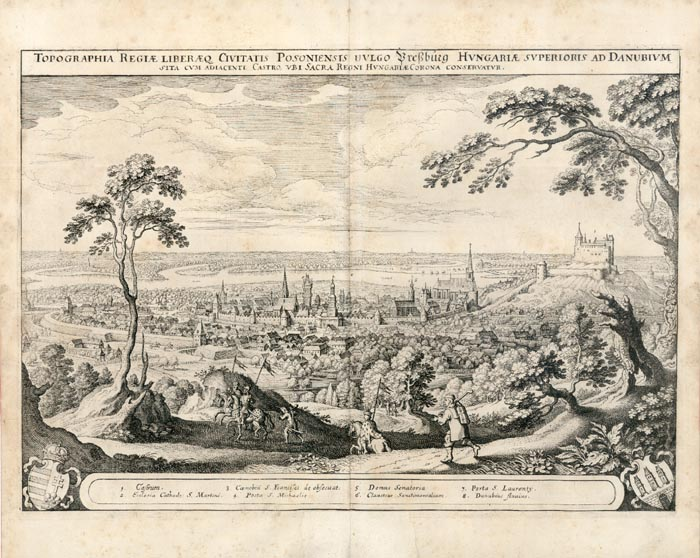
Bratislava (Presburgo) en el.

En el siglo X, el territorio de Bratislava (lo que luego sería el condado de Presburgo) pasó a ser parte de Hungría (que se llamaba "Reino de Hungría" desde el año 1000) y se convirtió en una ciudad clave para la economía y en centro administrativo en la frontera del reino. La posición estratégica de la ciudad motivó que fuera lugar de frecuentes ataques y batallas, pero también la llevó a un gran desarrollo económico y un alto estatus político. Bratislava recibió de Andrés III sus primeros privilegios como ciudad en 1291 y fue declarada ciudad real en 1405 por el rey Segismundo de Luxemburgo, quien determinó en 1436 que la localidad tenía derecho a utilizar su propio escudo de armas.
Después de la batalla de Mohács en 1526, cuando el Reino de Hungría fue vencido por el Imperio otomano, los turcos sitiaron Bratislava, pero no la conquistaron. Debido a los avances otomanos en territorio húngaro, Bratislava fue designada la nueva capital de Hungría en 1536, pasando a formar parte de los territorios gobernados por la Casa de Habsburgo (de Austria), la monarquía que marca el comienzo de una nueva era. Bratislava se convirtió en una ciudad de coronación y en la sede de los reyes, arzobispos (1543), la nobleza y todas las principales organizaciones y administraciones. Entre 1536 y 1830, once reyes y reinas fueron coronados en la catedral de San Martín. Sin embargo, el siglo XVII se caracterizó por los levantamientos anti-Habsburgo, la lucha contra los turcos, inundaciones, plagas y otros desastres.
La Reforma llegó en la segunda mitad del siglo XVI y encontró apoyo principalmente en las clases urbanas. Como resultado de las frecuentes insurrecciones contra los Habsburgo católicos, los suburbios fueron devastados. La ciudad y el castillo fueron conquistados por los insurgentes en varias ocasiones, y tuvieron que ser reconquistados por las tropas imperiales. Este período de levantamientos terminó en 1711 (fin de la llamada guerra de independencia de Rákóczi), con la firma del Tratado de Szatmár.

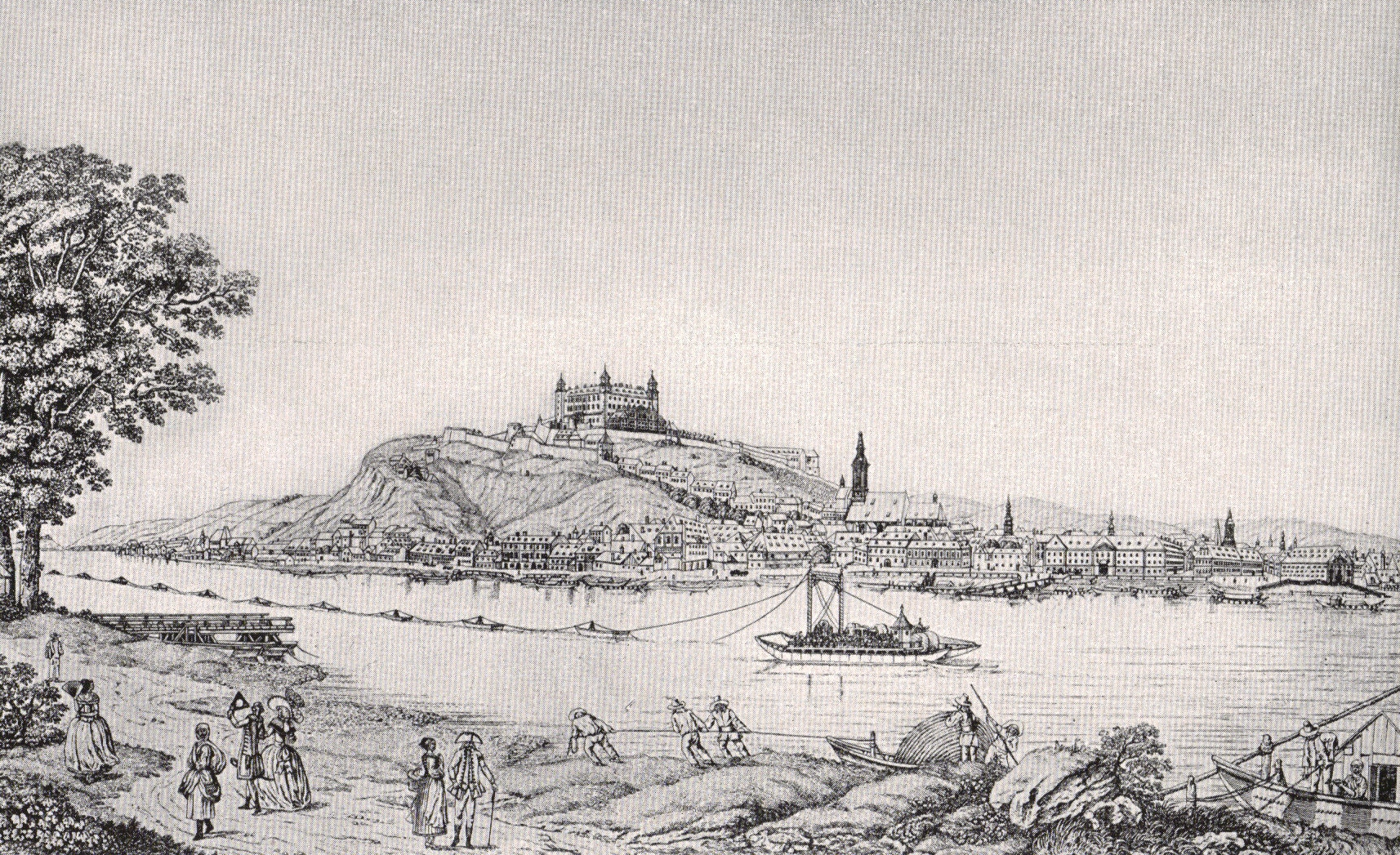
Bratislava (Presburgo), en un dibujo de 1787.

Bratislava floreció durante el siglo XVIII en el reinado de María Teresa de Austria, convirtiéndose en la mayor y más importante ciudad del territorio de las actuales Eslovaquia y Hungría. La población se triplicó, se construyeron muchos nuevos palacios, monasterios y calles y se convirtió en centro de la vida social y cultural de la región. Sin embargo, empezó a perder importancia bajo el reinado del hijo de María Teresa, José II, en especial cuando las joyas de la corona fueron llevadas a Viena en 1783 en un intento de fortalecer la unión entre Austria y Hungría. Muchas oficinas centrales se trasladaron posteriormente a Buda, seguidos por un amplio sector de la nobleza. Bratislava llegó a ser un núcleo del movimiento nacional de Eslovaquia: en 1783, se fundó el primer periódico en eslovaco, Presspurske Nowiny (Periódico de Presburgo) y se publicó la primera novela en eslovaco.
La historia de Bratislava en el siglo XIX está estrechamente vinculada a los grandes acontecimientos en Europa. El tratado de Presburgo entre Francia y Austria se firmó aquí en 1805. El castillo de Devín fue demolido por las tropas francesas de Napoleón en 1809, y el castillo de Bratislava destruido por un incendio en 1811. Como una reacción a las revoluciones de 1848, Fernando V firmó en el Palacio Primacial las llamadas Leyes de Marzo, que incluyen la abolición de la servidumbre de la gleba. La industria creció rápidamente en este siglo. La primera línea ferroviaria en el territorio de la actual Eslovaquia, de Bratislava a Svätý Jur, fue construida en 1840. Una nueva línea desde Viena para locomotoras de vapor se inauguró en 1848. Se crearon numerosas industrias y otras instituciones, el primer banco de Eslovaquia se fundó en 1842). El primer puente permanente de la ciudad sobre el Danubio, Starý Most, fue construido en 1891.

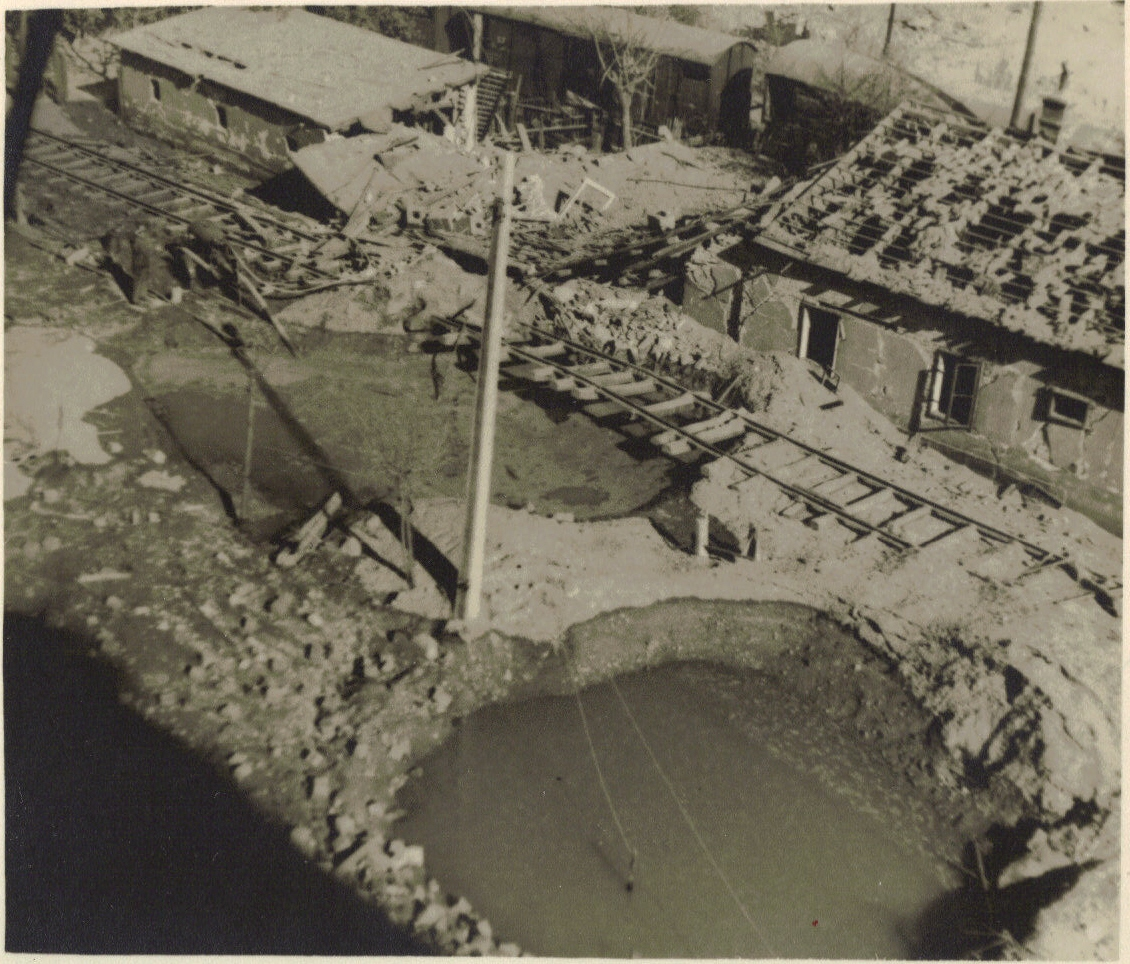
Daños producidos por los bombardeos aliados en la planta industrial de la empresa Apolo en Bratislava, septiembre de 1944.

Después de la Primera Guerra Mundial y la formación de Checoslovaquia el 28 de octubre de 1918, Bratislava se incorporó al nuevo Estado a pesar de la renuencia de sus representantes. La dominante población húngara y alemana trató de impedir la anexión de Bratislava, y Checoslovaquia la declaró ciudad libre. Sin embargo, las legiones checoslovacas llegaron a la ciudad en enero de 1919 para unirla a Checoslovaquia. La ciudad se convirtió inmediatamente en la sede de los órganos políticos y organizaciones de Eslovaquia, siendo preferida a Martin y Nitra debido a su importancia económica y su posición estratégica a orillas del Danubio. El 27 de marzo de 1919, el nombre de Bratislava fue adoptado oficialmente por primera vez.
En 1938, la Alemania nazi se anexionó la vecina Austria en el llamado Anschluss; ese año también se anexiona los aún independientes municipios de Petržalka y Devín alegando motivos étnicos. Bratislava fue declarada capital de la Primera República Eslovaca, el 14 de marzo de 1939, formalmente independiente, pero bajo control de Alemania. En 1941-1942 y 1944-1945, el nuevo Gobierno eslovaco de Bratislava expulsó a aproximadamente 15 000 judíos, la mayor parte de los cuales fueron enviados a campos de concentración. Bratislava fue bombardeada por los aliados, ocupado por las tropas alemanas en 1944 y, finalmente, liberada por el Ejército Rojo soviético el 4 de abril de 1945. Al final de la Segunda Guerra Mundial, la mayoría de los alemanes de Bratislava fueron evacuados por las autoridades alemanas, los pocos que regresaron después de la guerra fueron expulsados en virtud de los llamados Decretos de Beneš.

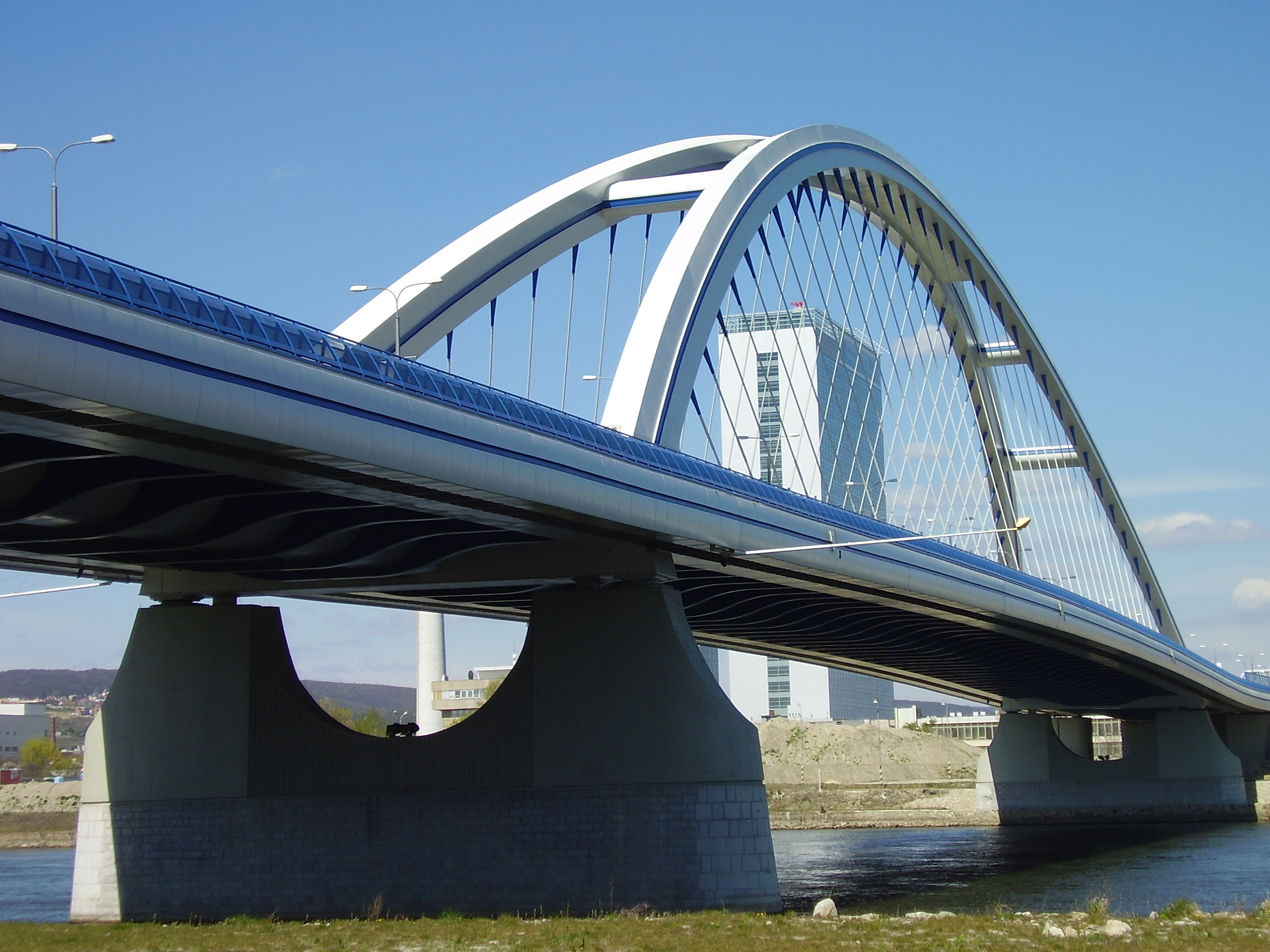
El puente Apolo y el barrio de Petržalka.

Después de que el Partido Comunista tomara el poder en Checoslovaquia en febrero de 1948, el país pasó a formar parte del bloque oriental. La ciudad figura en el anexo de nuevas tierras, y la población aumentó considerablemente, convirtiéndose en el 90% de Eslovaquia. Se construyeron las grandes zonas residenciales que constan de edificios con paneles prefabricados, como los del municipio de Petržalka. Al gobierno comunista se deben varias de las nuevas construcciones emblemáticas, como el puente de Nový Most, que cruza el Danubio, y la sede de la Radio Eslovaca.
En 1968, tras las reformas de Alexander Dubček y el período conocido como Primavera de Praga, sufrió la ocupación de las tropas del Pacto de Varsovia. Poco después, se convirtió en capital de la República Socialista Eslovaca, uno de los dos Estados de la federalizada Checoslovaquia. Los disidentes de Bratislava previeron la caída del comunismo con la manifestación de las velas de Bratislava en 1988, y la ciudad llegó a ser uno de los principales focos de la Revolución de Terciopelo en 1989.
En 1993 se disolvió Checoslovaquia, y Bratislava pasó a ser la capital de la República Eslovaca. En la década de 1990 y principios del siglo XXI, la economía tuvo un auge debido a la inversión extranjera. La floreciente ciudad también acogió varios eventos culturales y políticos, incluida la Cumbre de 2005 entre George W. Bush y Vladímir Putin, celebrada en Eslovaquia.

## Geografía
Bratislava es la capital de Eslovaquia, está situada en el centro de Europa y en el suroeste de Eslovaquia. Su ubicación junto a las fronteras de Austria en el oeste y Hungría en el sur hace que sea la única capital de un país en el mundo que tiene frontera con dos países. Está solo a 62 kilómetros de la frontera con la República Checa y a solo a 60 kilómetros de Viena.
La ciudad tiene una superficie total de 367,58 km², por lo que es la segunda ciudad más grande de Eslovaquia por superficie (después de la ciudad de Vysoké Tatry). Bratislava se sitúa a ambos lados del río Danubio, que cruza la ciudad desde el oeste hacia el sureste. La cuenca del Danubio Medio comienza en la Puerta Devín, en el oeste. Otros ríos cercanos son el río Morava, que forma la frontera noroccidental de la ciudad y desemboca en el Danubio en Devín, y los ríos Pequeño Danubio y Vydrica, que desembocan en el Danubio, en el municipio de Karlova Ves. Algunas partes de Bratislava, en particular Devín y Devínska Nová Ves, son vulnerables a las inundaciones. Por esta razón se están construyendo en ambas orillas nuevas protecciones contra las inundaciones.

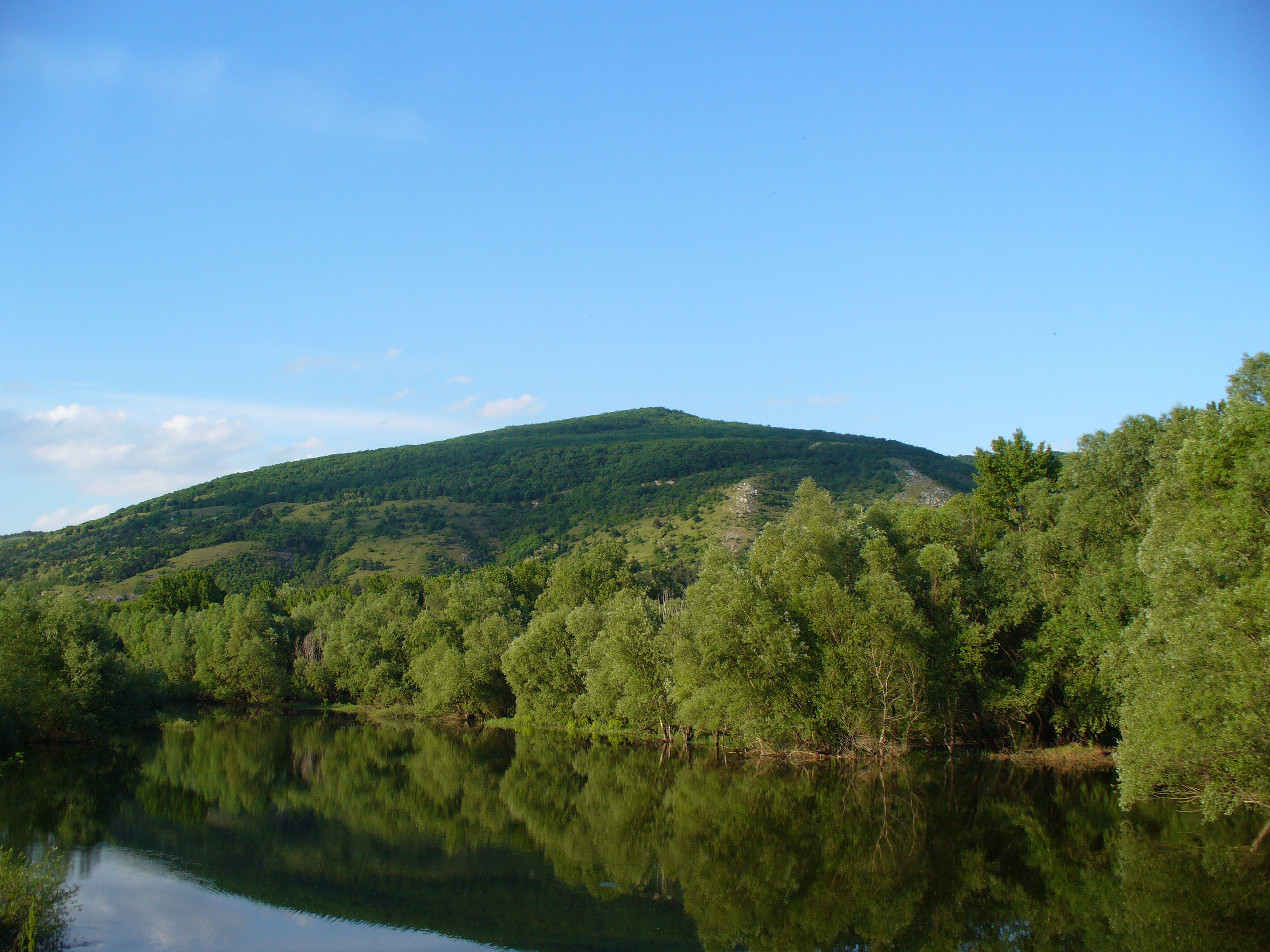
El punto más alto de Bratislava, Devínska Kobyla, visto desde Devín.

La cordillera de los Cárpatos comienza en la ciudad en lo que se llama Cárpatos Pequeños (Malé Karpaty). El área incluye el Parque Forestal de Bratislava, que es muy popular entre los habitantes de la ciudad y es parte de la zona paisajística protegida de los Cárpatos Pequeños. La ciudad es el punto más bajo en la superficie del Danubio, con 126 metros sobre el nivel medio del mar, y el punto más alto es Devínska Kobyla con 514 metros. La altitud media es de 140 metros.
Las ciudades y pueblos más cercanos son: al norte Stupava, Borinka y Svätý Jur; al este Ivanka pri Dunaji y Most pri Bratislave; en el sudeste Rovinka, Dunajská Lužná y Šamorín; al sur Rajka (Hungría), y al oeste Kittsee (Austria), Hainburg an der Donau (Austria) y Marchegg (Austria).

### Distancias a algunas ciudades europeas
Bratislava está situada a: 62 km de Viena; 196 km de Budapest; 289 km de Praga; 569 km de Belgrado; 769 km de Zúrich; 1265 km de París; 1273 km de Ámsterdam; 1314 km de Roma; 1473 km de Estambul; 1602 km de Londres; 1735 km de Estocolmo; 1886 km de Atenas; 2104 km de Moscú y 2261 km de Madrid.

### Clima
Bratislava se halla en la zona templada y tiene un clima continental con cuatro estaciones. Con una marcada variación entre los veranos cálidos y los inviernos fríos y húmedos, la ciudad es una de las más cálidas y secas de Eslovaquia. En los últimos años, la transición del verano al invierno y del invierno al verano está siendo rápida, con cortos períodos de otoño y primavera. La nieve cae cada año con menor frecuencia.
| Parámetros climáticos promedio de Bratislava (1981–2010) | Parámetros climáticos promedio de Bratislava (1981–2010) | Parámetros climáticos promedio de Bratislava (1981–2010) | Parámetros climáticos promedio de Bratislava (1981–2010) | Parámetros climáticos promedio de Bratislava (1981–2010) | Parámetros climáticos promedio de Bratislava (1981–2010) | Parámetros climáticos promedio de Bratislava (1981–2010) | Parámetros climáticos promedio de Bratislava (1981–2010) | Parámetros climáticos promedio de Bratislava (1981–2010) | Parámetros climáticos promedio de Bratislava (1981–2010) | Parámetros climáticos promedio de Bratislava (1981–2010) | Parámetros climáticos promedio de Bratislava (1981–2010) | Parámetros climáticos promedio de Bratislava (1981–2010) | Parámetros climáticos promedio de Bratislava (1981–2010) |
| Mes                                                      | Ene.                                                     | Feb.                                                     | Mar.                                                     | Abr.                                                     | May.                                                     | Jun.                                                     | Jul.                                                     | Ago.                                                     | Sep.                                                     | Oct.                                                     | Nov.                                                     | Dic.                                                     | Anual                                                    |
| -------------------------------------------------------- | -------------------------------------------------------- | -------------------------------------------------------- | -------------------------------------------------------- | -------------------------------------------------------- | -------------------------------------------------------- | -------------------------------------------------------- | -------------------------------------------------------- | -------------------------------------------------------- | -------------------------------------------------------- | -------------------------------------------------------- | -------------------------------------------------------- | -------------------------------------------------------- | -------------------------------------------------------- |
| Temp. máx. abs. (°C)                                     | 19.8                                                     | 19.1                                                     | 25.0                                                     | 30.3                                                     | 33.4                                                     | 36.3                                                     | 38.2                                                     | 39.3                                                     | 34.0                                                     | 30.0                                                     | 21.3                                                     | 17.9                                                     | 39.3                                                     |
| Temp. máx. media (°C)                                    | 2.7                                                      | 5.1                                                      | 10.3                                                     | 16.7                                                     | 21.8                                                     | 24.9                                                     | 27.5                                                     | 27.0                                                     | 21.7                                                     | 15.6                                                     | 8.2                                                      | 3.3                                                      | 15.4                                                     |
| Temp. media (°C)                                         | −0.4                                                     | 1.2                                                      | 5.5                                                      | 11.0                                                     | 16.0                                                     | 19.1                                                     | 21.3                                                     | 20.7                                                     | 15.9                                                     | 10.4                                                     | 4.9                                                      | 0.7                                                      | 10.5                                                     |
| Temp. mín. media (°C)                                    | −3.4                                                     | −2.3                                                     | 1.3                                                      | 5.4                                                      | 10.2                                                     | 13.4                                                     | 15.4                                                     | 15.0                                                     | 11.0                                                     | 5.3                                                      | 1.8                                                      | −1.9                                                     | 6.0                                                      |
| Temp. mín. abs. (°C)                                     | −24.6                                                    | −20.0                                                    | −15.1                                                    | −4.4                                                     | −2.0                                                     | 3.0                                                      | 7.0                                                      | 5.0                                                      | -2.0                                                     | −8.0                                                     | −12.0                                                    | −20.0                                                    | −24.6                                                    |
| Precipitación total (mm)                                 | 39                                                       | 37                                                       | 38                                                       | 34                                                       | 55                                                       | 57                                                       | 53                                                       | 59                                                       | 55                                                       | 38                                                       | 54                                                       | 46                                                       | 565                                                      |
| Horas de sol                                             | 65.1                                                     | 81.9                                                     | 151.9                                                    | 204.0                                                    | 263.5                                                    | 270.0                                                    | 275.9                                                    | 269.7                                                    | 207.0                                                    | 142.6                                                    | 60.0                                                     | 46.5                                                     | 2038.1                                                   |
| Humedad relativa (%)                                     | 83                                                       | 78                                                       | 71                                                       | 64                                                       | 67                                                       | 66                                                       | 64                                                       | 65                                                       | 73                                                       | 78                                                       | 83                                                       | 85                                                       | 73                                                       |
| Fuente n.º 1:                                            |                                                          |                                                          |                                                          |                                                          |                                                          |                                                          |                                                          |                                                          |                                                          |                                                          |                                                          |                                                          |                                                          |
| Fuente n.º 2:                                            |                                                          |                                                          |                                                          |                                                          |                                                          |                                                          |                                                          |                                                          |                                                          |                                                          |                                                          |                                                          |                                                          |

## Paisaje urbano y arquitectura
La ciudad de Bratislava se caracteriza por torres medievales y grandiosos edificios del siglo XX, pero ha experimentado una profunda transformación en una explosión de construcción a principios del siglo XXI.

### Ciudad

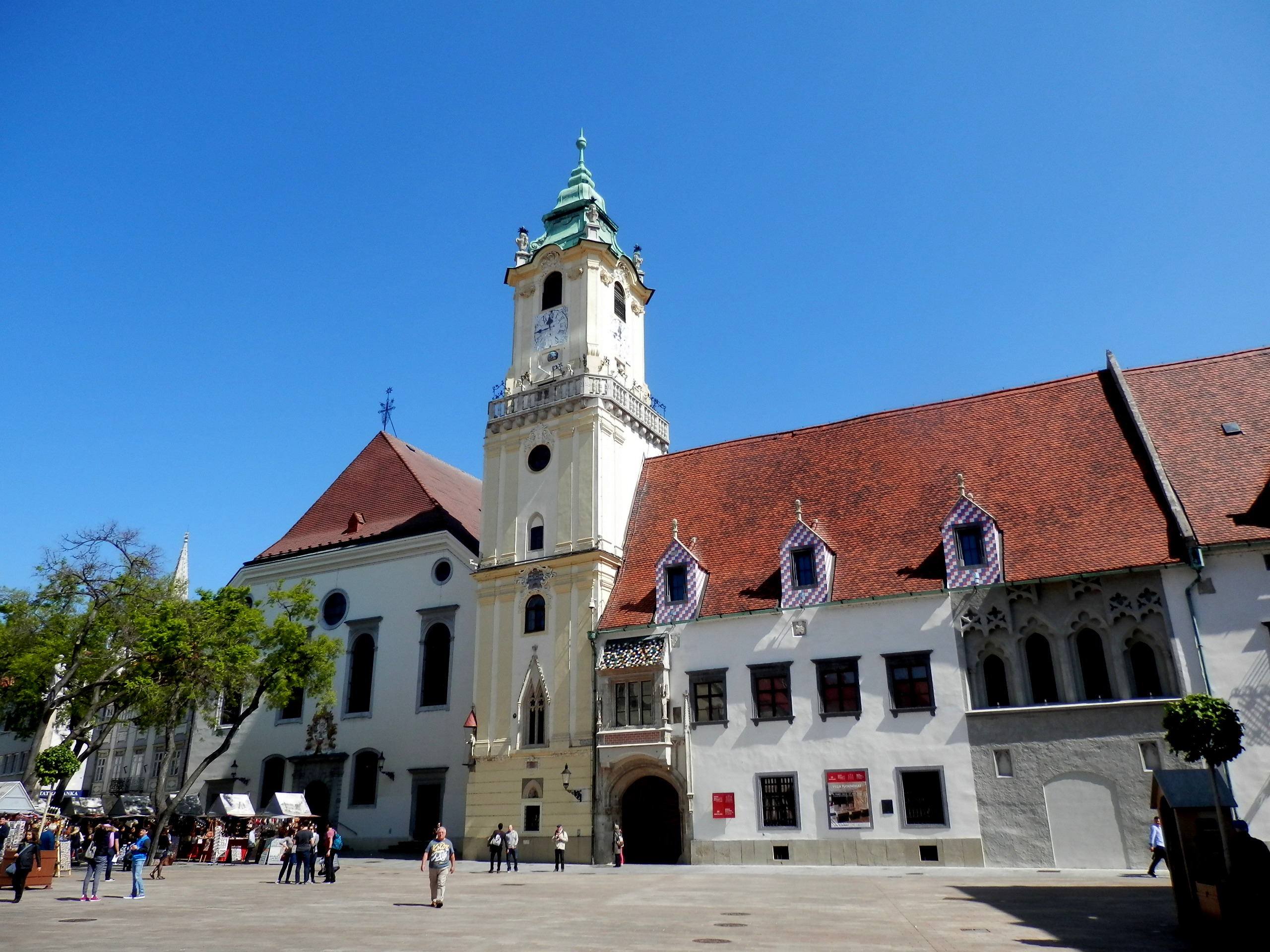
El Antiguo Ayuntamiento, visto desde la Plaza de Armas.

La mayoría de los edificios históricos están ubicados en la Ciudad Vieja. El Ayuntamiento de Bratislava es un complejo de tres edificios construidos en los siglos XIV al XV y en la actualidad es sede del Museo de la Ciudad de Bratislava. La Puerta de Miguel (Michalská brána) es la única puerta que se ha preservado de las fortificaciones medievales, y figura entre los edificios más antiguos de la ciudad; la casa más angosta en Europa está en la zona cercana. El edificio de la Biblioteca de la Universidad, erigido en 1756, fue utilizado por la Dieta (Parlamento) del Reino de Hungría de 1802 a 1848. Gran parte de la importante legislación de la Era de Reformas húngaras (como la abolición de la servidumbre y la fundación de la Academia de Ciencias de Hungría) se promulgó allí.
El centro histórico se caracteriza por numerosos palacios barrocos. El Palacio Grassalkovich, construido alrededor de 1760, es ahora la residencia del presidente eslovaco, y el Gobierno eslovaco tiene ahora su sede en el antiguo Palacio Arzobispal. En 1805, los diplomáticos de los emperadores Napoleón y Francisco I de Austria firmaron el cuarto Tratado de Paz de Presburgo en el Palacio Primacial, después de la victoria de Napoleón en la batalla de Austerlitz. Algunas casas más pequeñas son históricamente significativas, ya que el compositor Johann Nepomuk Hummel nació en una casa del siglo XVIII en la Ciudad Vieja.
Las iglesias notables incluyen la catedral de San Martín, construida en estilo gótico durante los siglos XIII y XVI, que sirvió como iglesia de coronación de los monarcas del Reino de Hungría entre 1563 y 1830. La iglesia de los Franciscanos, que data del siglo XIII, ha sido un lugar de ceremonias. Es el edificio sacro más antiguo de la ciudad. La iglesia de Santa Isabel, más conocida como la iglesia Azul debido a su color, está construida totalmente en el estilo art nouveau.

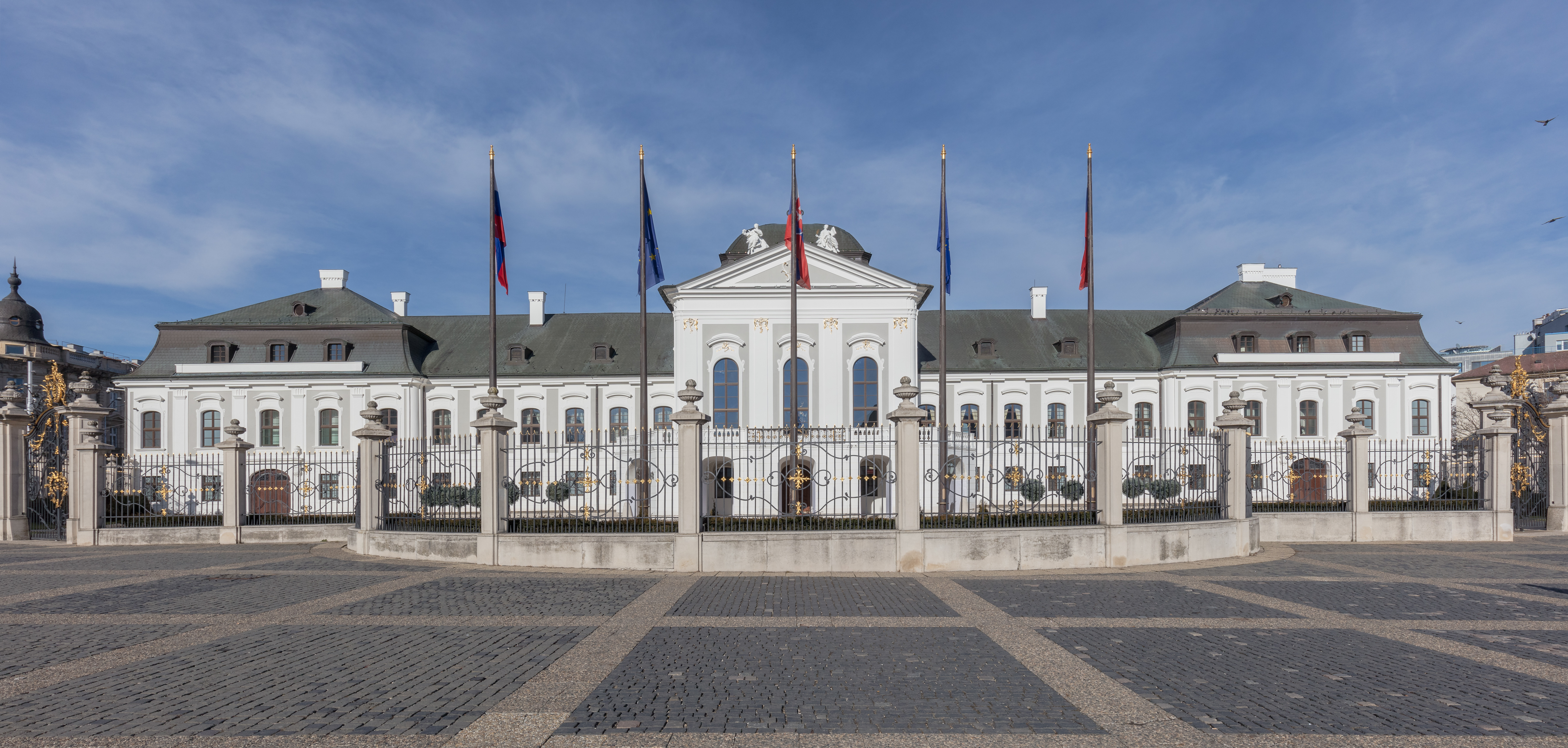
El Palacio Grassalkovich.

La parte subterránea (antes a nivel del terreno) restaurada del cementerio judío del siglo XIX, donde está enterrado el rabino Moshe Sofer, se encuentra en la base del castillo de la colina cerca de la entrada a un túnel del tranvía. El único cementerio militar de Bratislava es el de Slavín, que se construyó en 1960 en honor de los soldados del Ejército Rojo que cayeron en la liberación de Bratislava de las tropas alemanas. Ofrece una excelente vista de la ciudad y de los Pequeños Cárpatos.
Otras estructuras destacadas del siglo XX son el Nový Most (Puente Nuevo), que cruza el Danubio y tiene una torre con un restaurante en su cima desde el que se aprecia una panorámica de la ciudad. Otra es la sede de la Radio Eslovaca, en forma de pirámide invertida, y el diseño único de la torre de televisión Kamzík TV Tower con una plataforma de observación y un restaurante giratorio. A principios del siglo XXI, los nuevos edificios han transformado el paisaje urbano tradicional. El auge de la construcción ha generado nuevos edificios públicos, como el Most Apollo (Puente Apolo) y un nuevo edificio para el Teatro Nacional Eslovaco, así como promotoras inmobiliarias.

### Castillo de Bratislava

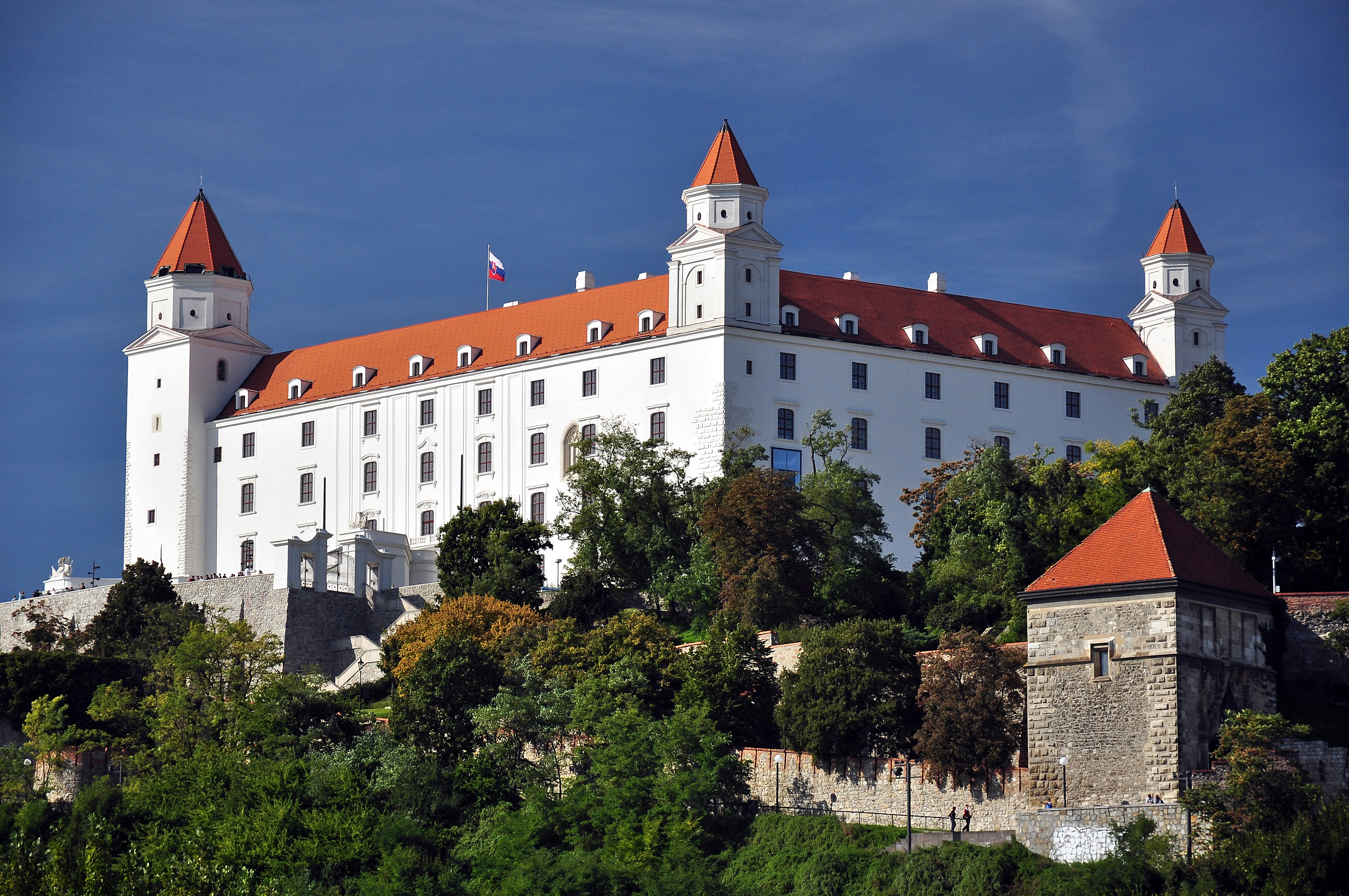
El castillo de Bratislava

Situado en una meseta de 85 m por encima del Danubio, el castillo de Bratislava es una de las estructuras más prominentes de la ciudad. La colina donde se alza el castillo ha estado habitada desde el período de transición entre las edades de Piedra y Bronce y ha sido además la acrópolis de un pueblo celta, parte del Limes Romanus, un enorme asentamiento fortificado eslavo y un centro político, militar y religioso de Gran Moravia. El primitivo castillo de piedra no fue construido hasta el siglo X, cuando la zona formaba parte del Reino de Hungría. En este castillo pasó Santa Isabel de Hungría la infancia y juventud.
En 1430 fue convertido en una fortaleza gótica contra los husitas durante el reinado de Segismundo de Luxemburgo. En 1562 se transformó en un castillo renacentista y fue remodelado en 1649 en estilo barroco. Gracias a la Reina María Teresa, se convirtió en una prestigiosa sede real. En 1811, el castillo fue destruido por descuido y estuvo en ruinas hasta la década de 1950, cuando se reconstruyó en su mayoría en el estilo de la reina María Teresa.

### Castillo de Devín

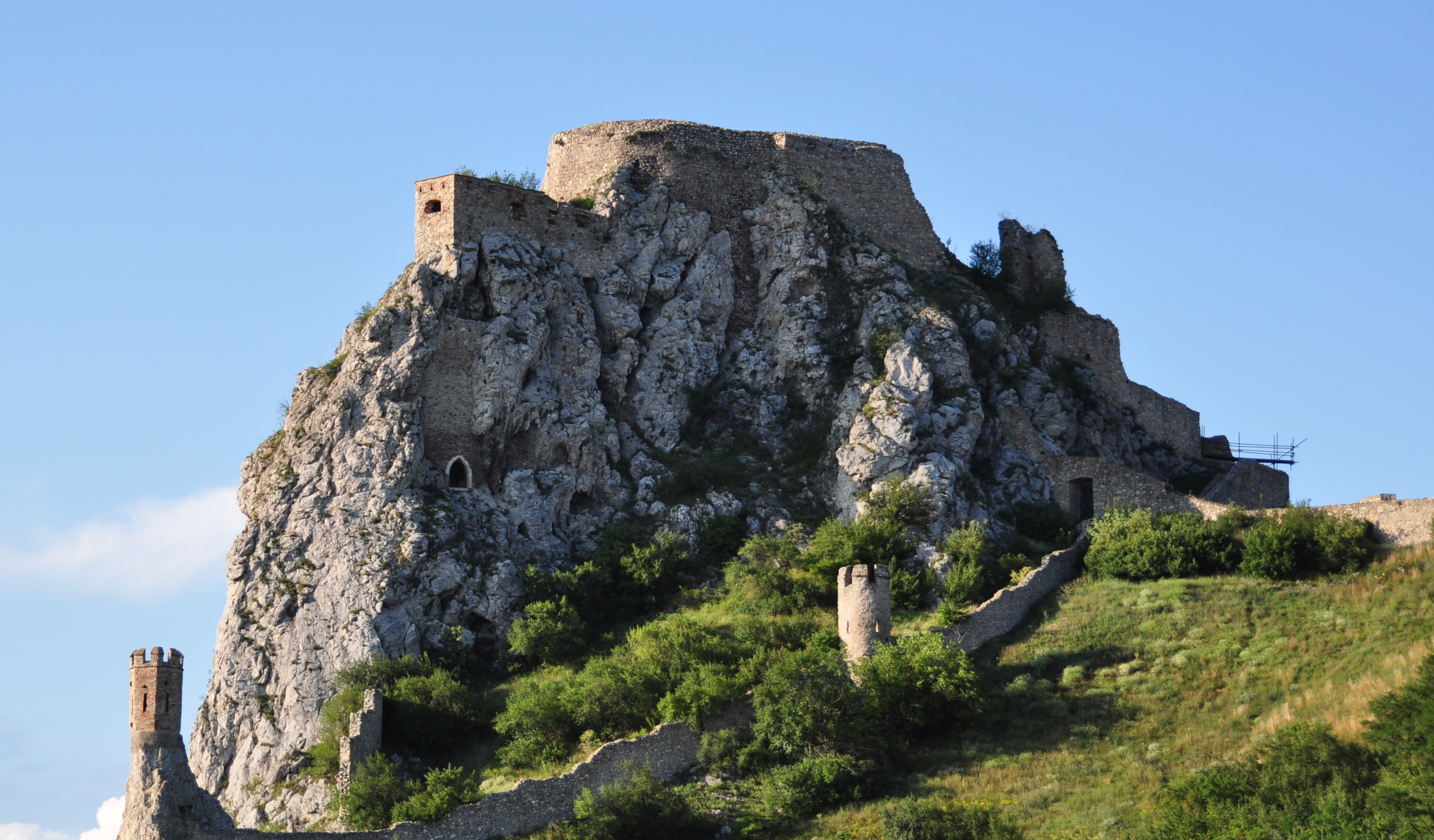
Castillo de Devín

El arruinado y recientemente renovado castillo de Devín está en Devín, en la cima de una roca, donde el río Morava, que constituye la frontera entre Austria y Eslovaquia, vierte sus aguas al Danubio. Es uno de los lugares arqueológicos eslovacos más importantes y alberga un museo dedicado a su historia. Debido a su ubicación estratégica, fue un importante castillo fronterizo de Gran Moravia y los principios del Estado húngaro. Fue destruido por las tropas de Napoleón en 1809. Es un símbolo importante de la historia de Eslovaquia y los eslavos.

### Rusovce
La mansión Rusovce, con su parque inglés, está en el municipio Rusovce. Fue originalmente construida en el siglo XVII y se transformó entre 1841 y 1844 al estilo neogótico inglés. El municipio también es conocido por las ruinas del campamento militar romano de Gerulata, parte del Limes del Imperio romano, un sistema de defensa de fronteras. Gerulata fue construido y utilizado entre los siglos I y IV.

### Parques y lagos

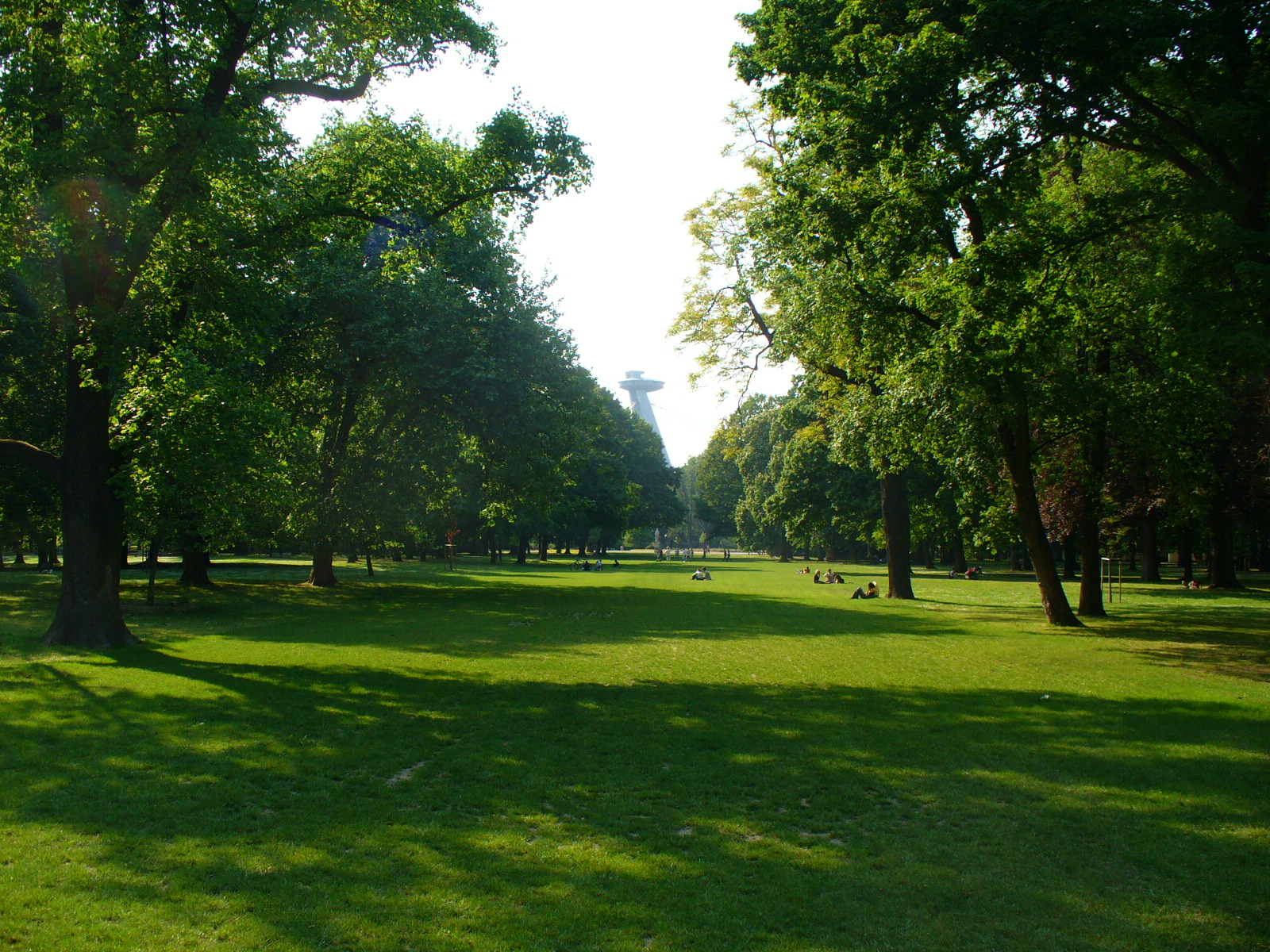
Sad Janka Kráľa en Petržalka.

Debido a su ubicación a los pies de los Pequeños Cárpatos y su vegetación riparia en las llanuras aluviales del Danubio, Bratislava posee bosques cerca del centro de la ciudad. La cantidad total de espacio verde público es 46,8 km², o 110 m² por habitante. El mayor parque de la ciudad es el parque Horský (literalmente, el parque de la montaña), en la Ciudad Vieja. El parque forestal de Bratislava (Bratislavský lesný) está situado en los Cárpatos Pequeños e incluye muchos lugares populares entre los visitantes, como Železná studienka y Koliba. El parque forestal tiene una superficie de 27,3 km², de los cuales el 96 % es de bosques, y contiene flora y fauna original de Europa como tejones, zorros rojos y muflones. En la orilla derecha del Danubio, en el barrio de Petržalka, el parque Janko Kráľ se creó en 1774-1776. Un nuevo parque está planeado para Petržalka entre los lagos Malý Draždiak y Veľký Draždiak. El jardín zoológico de Bratislava se encuentra en Mlynská dolina, cerca de la sede de la Televisión Eslovaca. El zoológico fue fundado en 1960 y en la actualidad alberga 152 especies de animales, incluyendo unas especies raras como el león blanco y el tigre blanco. El jardín botánico, que pertenece a la Universidad Comenius, se halla en la ribera del Danubio contiene más de 120 especies nacionales, extranjeras y de origen exótico.
La ciudad tiene una serie de lagos naturales y debidos al hombre, la mayoría de los cuales sirven para el ocio, por ejemplo, el Štrkovec en Ružinov, el Kuchajda en Nové Mesto, los lagos Zlaté Piesky y Vajnory en el noreste y el Rusovce en el sur, que es popular entre los nudistas.

## Demografía
| Resultados del censo de 2001 |           |              |           |
| Distrito                     | Población | Grupo étnico | Población |
| Bratislava I–V               | 428 672   | Eslovacos    | 391 767   |
| Bratislava I                 | 44 798    | Húngaros     | 16 541    |
| Bratislava II                | 108 139   | Checos       | 7972      |
| Bratislava III               | 61 418    | Alemanes     | 1200      |
| Bratislava IV                | 93 058    | Moravos      | 635       |
| Bratislava V                 | 121 259   | Croatas      | 614       |

Desde el origen de la ciudad hasta el siglo XIX, los alemanes étnicos fueron el grupo dominante pese a pertenecer al Reino de Hungría, bajo la Casa de Habsburgo. Sin embargo, después del Compromiso Austrohúngaro de 1867, se dio un proceso de magiarización con un importante aumento de la presencia húngara, y al final de la Primera Guerra Mundial Bratislava era una ciudad con el mismo número aproximadamente de hablantes de alemán que de húngaro y con los eslovacos como la mayor minoría. Desde que se formara la República Checoslovaca en 1918, Bratislava sigue siendo una ciudad multiétnica, pero con una diferente evolución demográfica. La proporción de los eslovacos y checos aumentó, mientras que la de alemanes y húngaros cayó. En 1938, el 59 % de la población eran checos o eslovacos, en tanto que los alemanes representaban el 22 % y los húngaros el 13 % de la población urbana. La creación de la Primera República Eslovaca en 1939 trajo otros cambios, en particular la expulsión de muchos checos y judíos. En 1945, al acabar la Segunda Guerra Mundial la mayoría de los alemanes fueron expulsados o, después de que se restaurara Checoslovaquia, desplazados de la ciudad, junto con los húngaros acusados de colaboración con los nazis. La ciudad perdió su carácter multicultural. Cientos de ciudadanos fueron expulsados durante el periodo comunista en la década de 1950, con el objetivo de sustituir a las personas "reaccionarias" por la clase proletaria. Desde la década de 1950, los eslovacos han sido el grupo étnico dominante en la ciudad y actualmente componen alrededor del 90 % de la población de la ciudad.

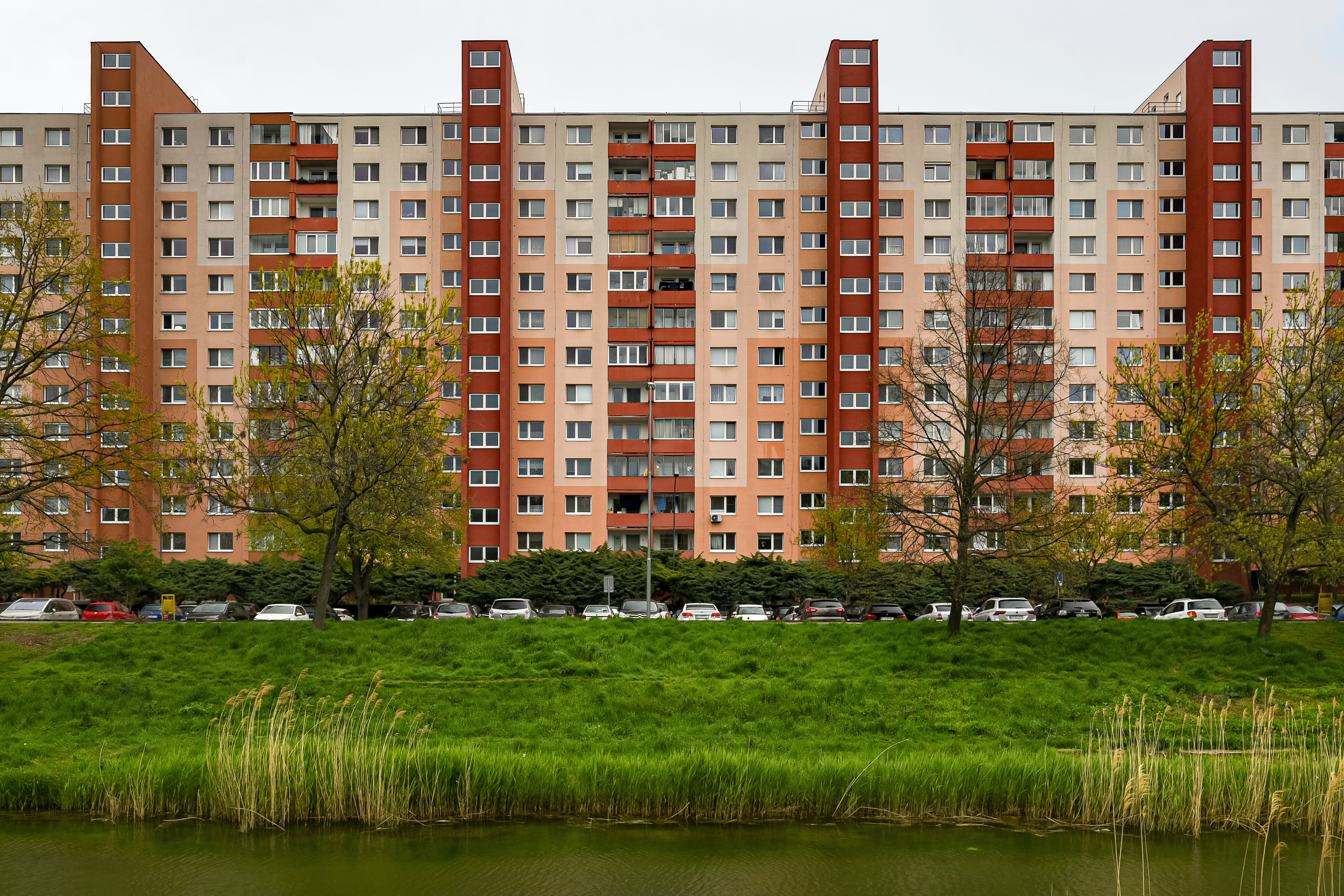
Bloque de viviendas del barrio de Petržalka en el distrito de Bratislava V

Según el censo de 2001, la ciudad tenía 428 672 habitantes (la estimación para 2005 es de 425 459). La densidad media de población es de 1157 hab/km². El distrito más poblado es Bratislava V con 121 259 habitantes, seguido de Bratislava II con 108 139, Bratislava IV con 93 058, Bratislava III con 61 418 y Bratislava I Con 44 798. Los mayores grupos étnicos en el año 2001 eran los eslovacos con 391 767 habitantes (91,37 % de la población de la ciudad), seguidos por los húngaros con 16 541 (3,84 %) y los checos con 7972 (1,86 %). Otros grupos étnicos son los alemanes (1200, el 0,28 %), los moravos (635, el 0,15 %), los croatas (614, el 0,14 %), los rusinos (461, el 0,11 % ), los ucranianos (452, el 0,11 %), el pueblo romaní (417, el 0,08 %) y los polacos (339, el 0,08 %).

### Población histórica
| Población de Bratislava |           |      |           |      |           |
| Año                     | Población | Año  | Población | Año  | Población |
| 1720                    | 11 000    | 1880 | 48 000    | 1950 | 184 400   |
| 1786                    | 31 700    | 1900 | 61 500    | 1961 | 241 800   |
| 1802                    | 29 600    | 1910 | 78 200    | 1970 | 291 100   |
| 1820                    | 34 400    | 1921 | 93 200    | 1980 | 380 300   |
| 1846                    | 40 200    | 1930 | 123 800   | 1991 | 442 197   |
| 1869                    | 46 500    | 1939 | 138 500   | 2001 | 428 672   |

### Edad
Según una estimación del 2005, la edad media en la ciudad era de 38,7 años, distribuida de la siguiente manera: 51.783 habitantes de 0 a 14 años, representando el 12,1 %; 281.403 entre 15 y 59 años, con el 65,6 %, y 92.273 mujeres mayores de 55 años y varones mayores de 60 años, con el 21,5 %.

### Religión
El censo del año 2001 registró 243 048 católicos latinos (56,7 %), 125 729 ateos (29,3 %), 24 810 luteranos (6 %), 3163 católicos griegos (0,7 %), 1918 calvinistas, 1827 testigos de Jehová, 1616 seguidores de la Iglesia ortodoxa, 737 protestantes metodistas, 748 judíos y 613 bautistas.

## Gobierno
Bratislava es la sede del parlamento eslovaco, la Presidencia, los ministerios, corte suprema, y el banco central. Es la sede de la Región de Bratislava y, desde 2002, también de la Región Autónoma de Bratislava. La ciudad también tiene muchas embajadas y consulados extranjeros.

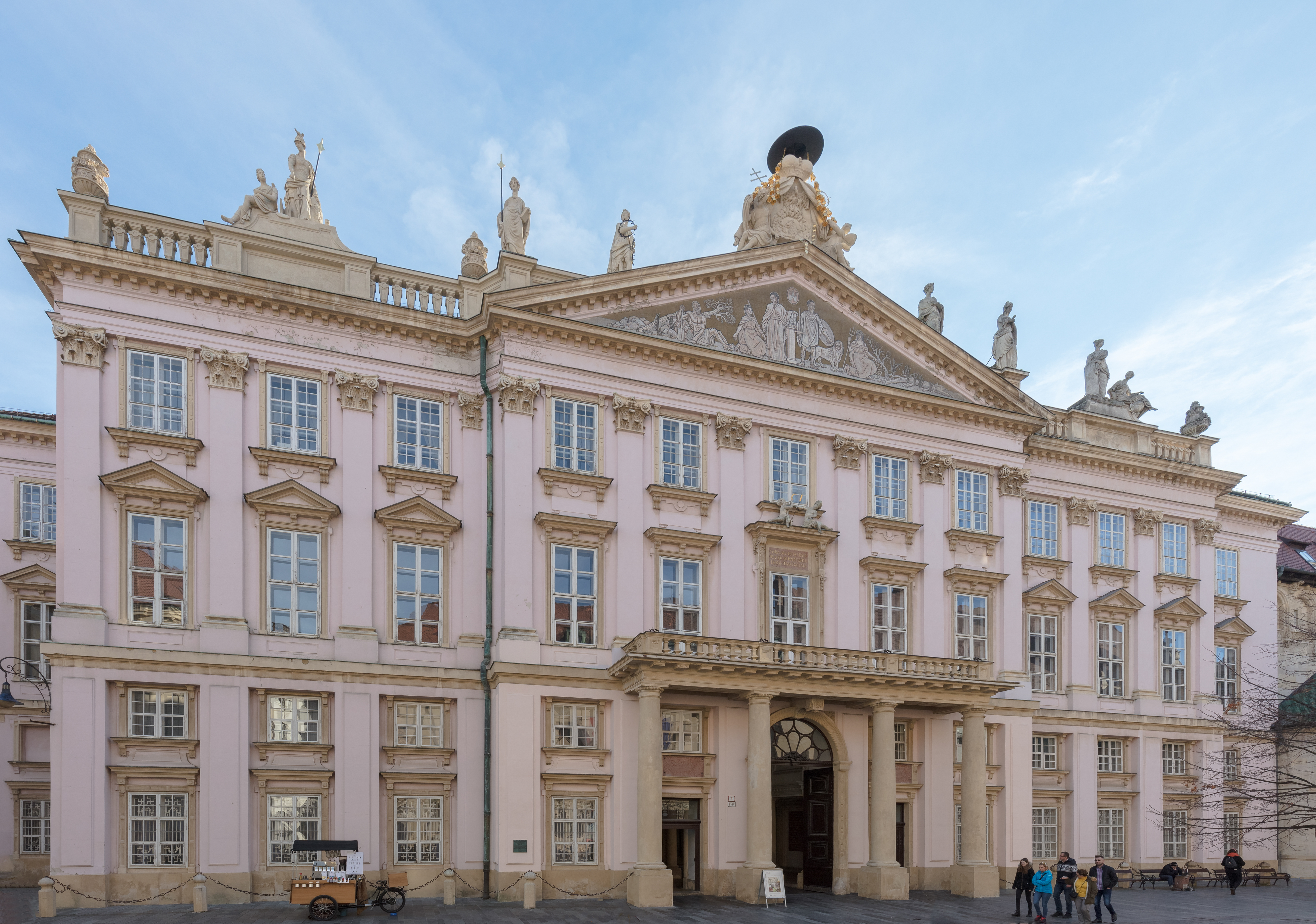
Palacio Primacial, la sede del alcalde de la ciudad.

El actual gobierno local (Mestská samospráva) ha estado en vigor desde 1990. Se compone de un alcalde (primátor), una ciudad bordo (Mestská rada), un consejo municipal (Mestské zastupiteľstvo), comisiones de la ciudad (Komisie mestského zastupiteľstva), y una oficina del magistrado de la ciudad (Magistrát).
El alcalde, con sede en el Palacio Primacial, es el ejecutivo oficial de la ciudad de más alto cargo, es elegido en el para un mandato de cuatro años. El actual alcalde de Bratislava es Ďurkovský Andrej, que ganó las elecciones en 2006 como candidato de la coalición KDH-SDKÚ y está cumpliendo su segundo mandato. El ayuntamiento es el órgano legislativo de la ciudad, responsable de cuestiones como presupuesto , Las ordenanzas locales, la planificación urbana, el mantenimiento de carreteras, la educación y la cultura. El Consejo se reúne normalmente una vez al mes y se compone de 80 miembros elegidos para períodos de cuatro años coincidiendo con la alcaldía. Muchas de las funciones ejecutivas del consejo se llevan a cabo por en la comisión del consejo de dirección de la ciudad. La comisión de la ciudad es un órgano de 28 miembros integrado por el alcalde y sus adjuntos, los alcaldes de barrio, y hasta un máximo de diez miembros de consejo de ciudad. El consejo es un órgano ejecutivo y de control de la ciudad y también tiene una función de asesoramiento al alcalde.
Bratislava se divide en:
- 5 distritos:
  - Bratislava I (centro)
  - Bratislava II (este y sureste)
  - Bratislava III (norte y noreste)
  - Bratislava IV (oeste)

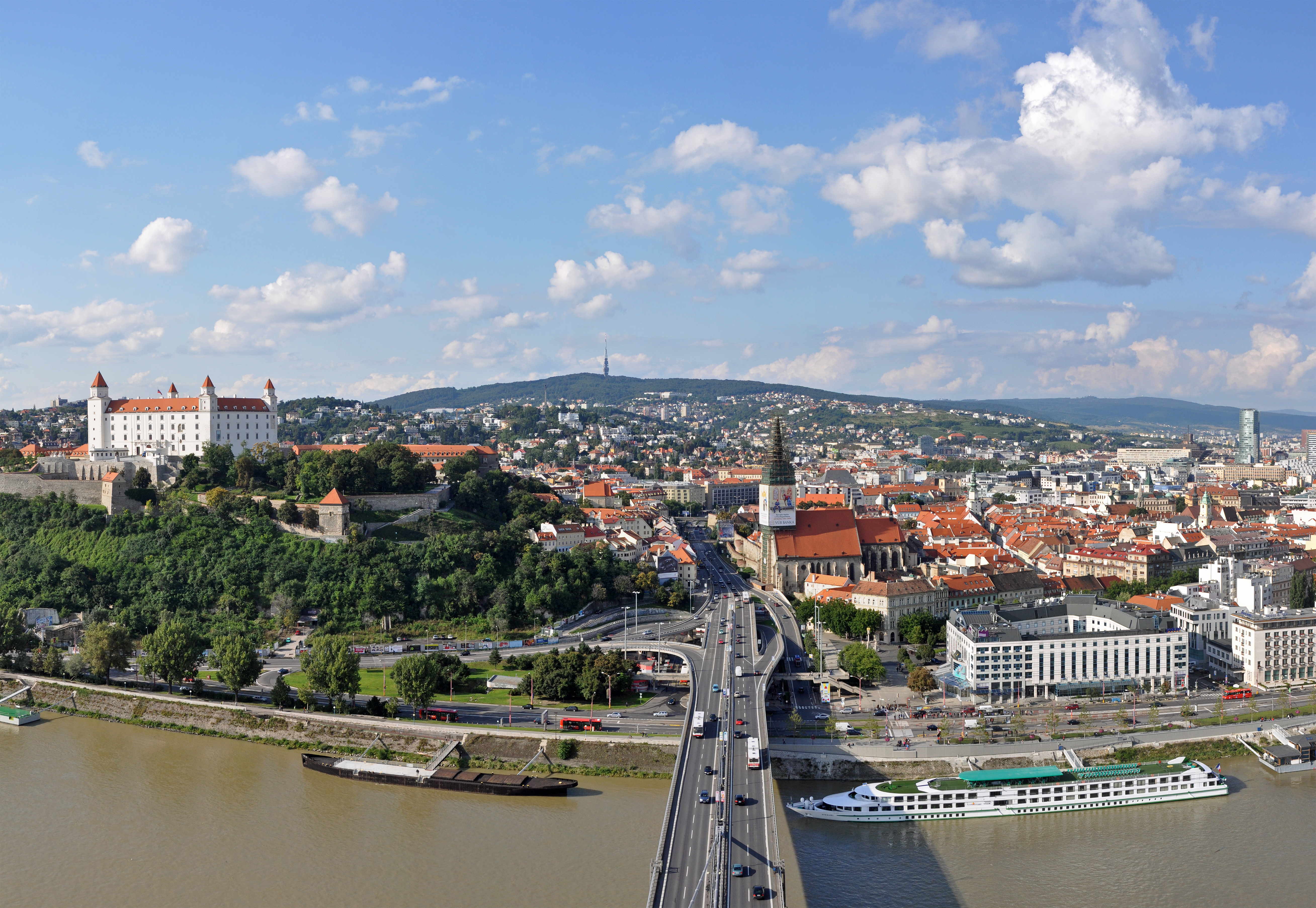
Vista de Bratislava.

  - Bratislava V (margen izquierda y sur)
- 17 barrios
- 20 "áreas catastrales", que coinciden con los barrios, excepto:
  - Nové Mesto, que se subdivide en Nové Mesto + Vinohrady, y
  - Ružinov, que se subdivide en Ružinov + Nivy + Trnávka.

| División administrativa y territorial de Bratislava | División administrativa y territorial de Bratislava | División administrativa y territorial de Bratislava                                          | División administrativa y territorial de Bratislava |
| --------------------------------------------------- | --------------------------------------------------- | -------------------------------------------------------------------------------------------- | --------------------------------------------------- |
| Distritos                                           | Barrios                                             | Localidades                                                                                  | Distritos de Bratislava.                            |
| Bratislava I                                        | Staré Mesto                                         |                                                                                              | Distritos de Bratislava.                            |
| Bratislava II                                       | Ružinov                                             | Nivy, Pošeň, Prievoz, Ostredky, Trávniky, Štrkovec, Vlčie hrdlo, Trnávka                     | Distritos de Bratislava.                            |
| Bratislava II                                       | Vrakuňa                                             | Dolné hony                                                                                   | Distritos de Bratislava.                            |
| Bratislava II                                       | Podunajské Biskupice                                | Dolné hony, Ketelec, Lieskovec, Medzi jarkami                                                | Distritos de Bratislava.                            |
| Bratislava III                                      | Nové Mesto                                          | Ahoj, Jurajov dvor, Koliba, Kramáre, Mierová kolónia, Pasienky/Kuchajda, Vinohrady           | Distritos de Bratislava.                            |
| Bratislava III                                      | Rača                                                | Krasňany, Rača, Východné                                                                     | Distritos de Bratislava.                            |
| Bratislava III                                      | Vajnory                                             |                                                                                              | Distritos de Bratislava.                            |
| Bratislava IV                                       | Karlova Ves                                         | Dlhé diely, Kútiky, Mlynská dolina, Rovnice                                                  | Distritos de Bratislava.                            |
| Bratislava IV                                       | Dúbravka                                            | Podvornice, Záluhy, Krčace                                                                   | Distritos de Bratislava.                            |
| Bratislava IV                                       | Lamač                                               | Podháj, Rázsochy                                                                             | Distritos de Bratislava.                            |
| Bratislava IV                                       | Devín                                               |                                                                                              | Distritos de Bratislava.                            |
| Bratislava IV                                       | Devínska Nová Ves                                   | Devínske Jazero, Kostolné, Paulinské, Podhorské, Stred, Vápenka                              | Distritos de Bratislava.                            |
| Bratislava IV                                       | Záhorská Bystrica                                   |                                                                                              | Distritos de Bratislava.                            |
| Bratislava V                                        | Petržalka                                           | Dvory, Háje, Janíkov dvor, Lúky, Ovsište, Kopčany, Zrkadlový háj, Kapitulský dvor, Starý háj | Distritos de Bratislava.                            |
| Bratislava V                                        | Jarovce                                             |                                                                                              | Distritos de Bratislava.                            |
| Bratislava V                                        | Rusovce                                             |                                                                                              | Distritos de Bratislava.                            |
| Bratislava V                                        | Čunovo                                              |                                                                                              | Distritos de Bratislava.                            |

## Economía

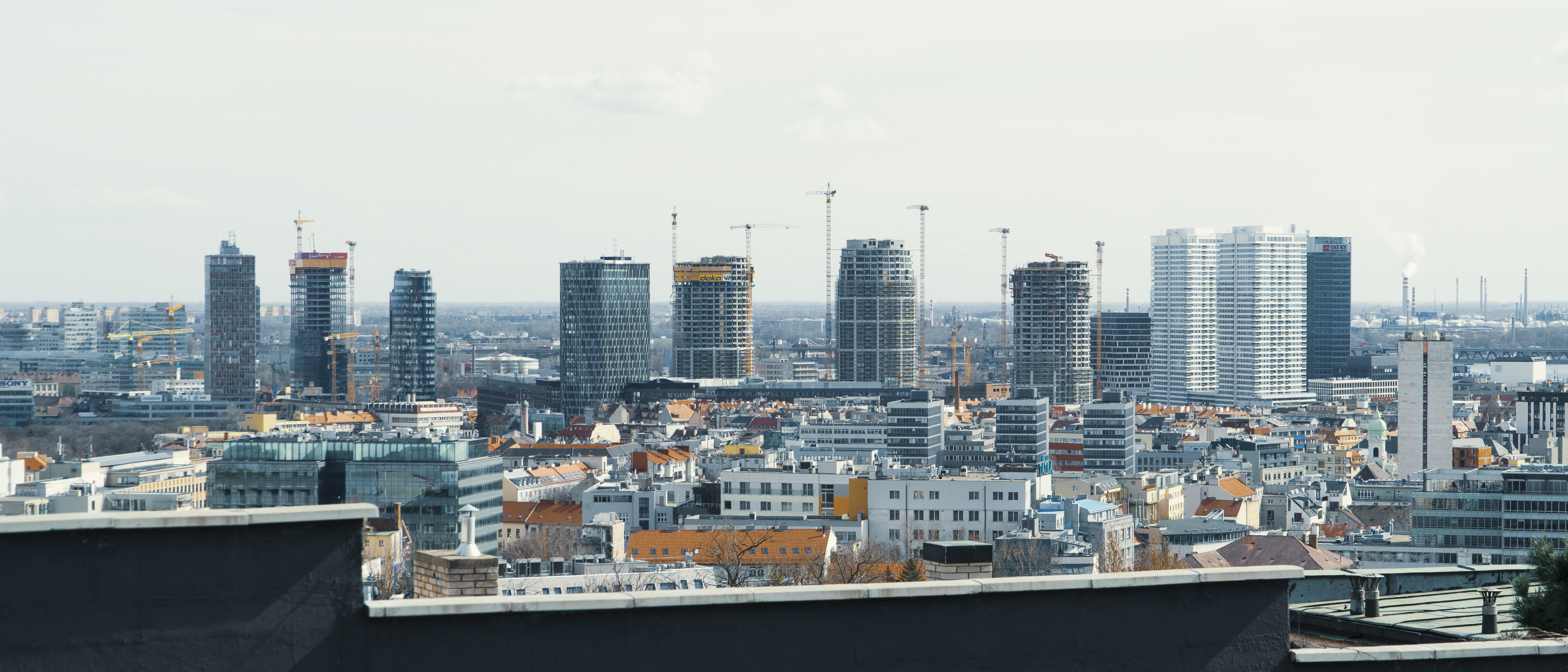
Rascacielos en Nivy, uno de los principales distritos financieros de Bratislava.

La Región de Bratislava es la región de Eslovaquia más rica económicamente y próspera, a pesar de ser la región más pequeña y de tener el segundo núcleo de población más pequeño de las ocho regiones que componen Eslovaquia. Supone el 26% del PIB eslovaco. El PIB per cápita, por un valor de 33.124 € (2005), supone el 147,9% de la media de la Unión Europea (UE) y es el segundo nivel más alto (después de Praga) de todas las regiones de los nuevos Estados miembros de la UE.
En diciembre de 2007 la tasa de desempleo era del 1,83%. Muchas instituciones gubernamentales y empresas privadas tienen su sede en Bratislava. Más del 75% de la población de Bratislava trabaja en el sector servicios, principalmente compuesto de comercio, la banca, las TI, las telecomunicaciones y el turismo. La Bolsa de Valores de Bratislava (BSSE), el organizador del mercado público de valores, fue fundada el 15 de marzo de 1991.
Desde 1991 el fabricante de automóviles Volkswagen tiene una fábrica en Bratislava, que se ha expandido. Actualmente, su producción se centra en SUV, que representan el 68% de toda la producción. El VW Touareg se produce en Bratislava, el Porsche Cayenne y el Audi Q7 están parcialmente construidos allí.

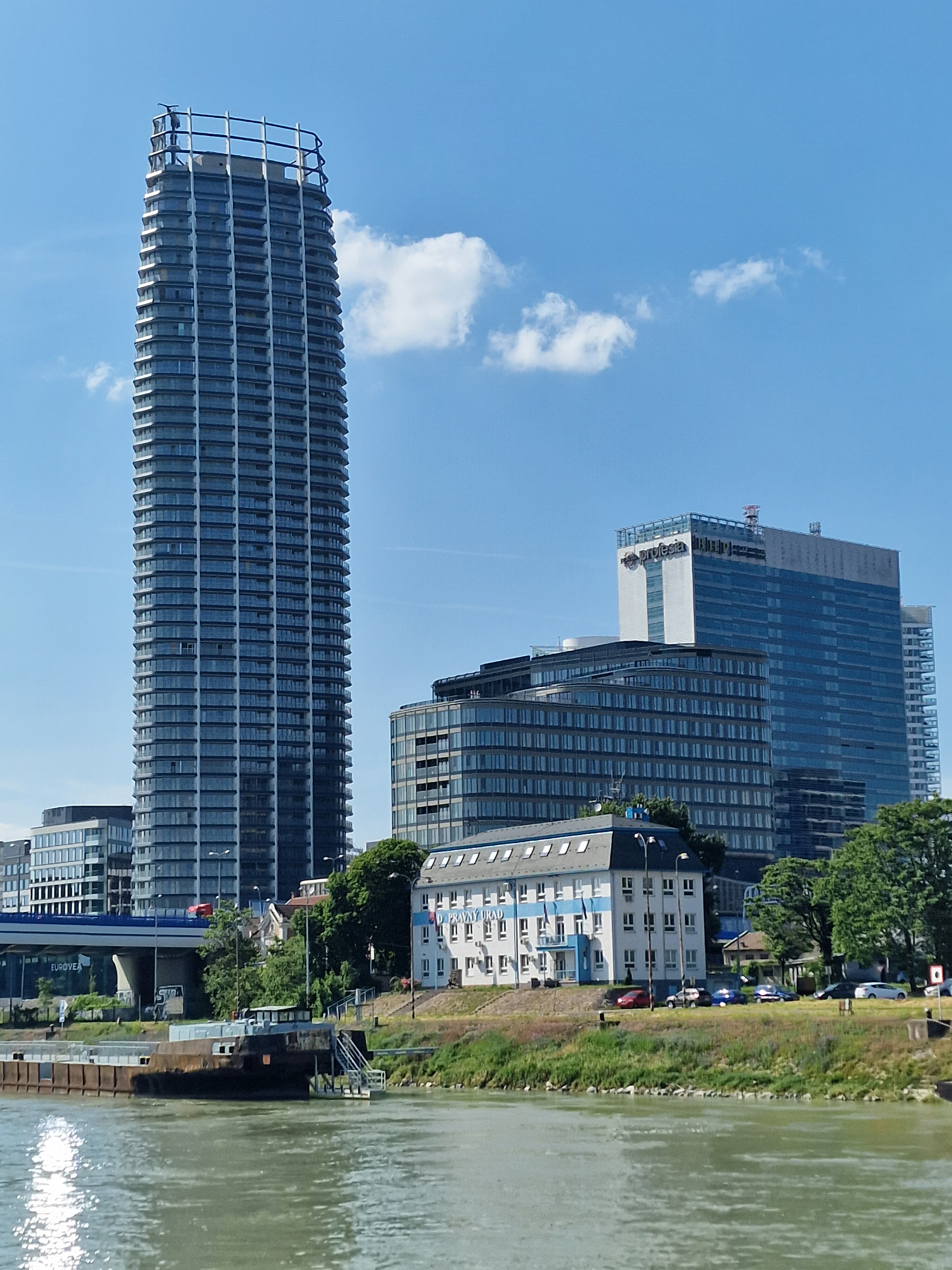
Eurovea Tower.

En los últimos años, muchas compañías internacionales como IBM, Dell, Lenovo, AT&T, SAP, y Accenture, han construido centros de servicios en la ciudad o están pensando hacerlo pronto. Los motivos de la entrada de las empresas multinacionales incluyen la proximidad a Europa occidental, mano de obra cualificada y la alta densidad de las universidades y centros de investigación.
Otras grandes empresas y empresarios con sede en Bratislava incluyen Slovak Telekom, Orange Slovensko, Slovenská sporiteľňa, Tatra banka, Doprastav, Hewlett-Packard Eslovaquia, Slovnaft, Henkel Slovensko, Slovenský plynárenský priemysel, Kraft Foods Eslovaquia, Whirlpool Eslovaquia, Železnice Slovenskej republiky, y Tesco Stores República Eslovaca.
El fuerte crecimiento de la economía eslovaca en el 2000 ha conducido a un auge en la industria de la construcción, y varios de los principales proyectos se han completado o están previstos en Bratislava. Áreas que atraen desarrolladores incluyen la rivera del Danubio, donde dos grandes proyectos ya están en construcción: River Park En el casco antiguo, y Eurovea cerca del Puente de Apolo. Otros lugares en desarrollo son las zonas en torno a las principales estaciones de tren y autobuses, en torno a la antigua zona industrial cerca de la ciudad antigua y en la villa de Petržalka, Nové Mesto y Ružinov. Se espera que los inversores gasten 1,2 millones de Euros en nuevos proyectos para el año 2010. La ciudad tiene un presupuesto equilibrado de los casi seis millones de Coronas Eslovacas (182 millones de euros, a partir de 2007), con un quinto destinado a la inversión. Bratislava posee acciones de 17 empresas de forma directa, por ejemplo, en la empresa de transporte público (Dopravný podnik Bratislava), la empresa de recogida y eliminación de residuos, y el agua de utilidad. La ciudad también gestiona las organizaciones municipales, como la Policía de la Ciudad (Mestská polícia), Museos de la ciudad de Bratislava y Jardín Zoológico de Bratislava.

## Cultura

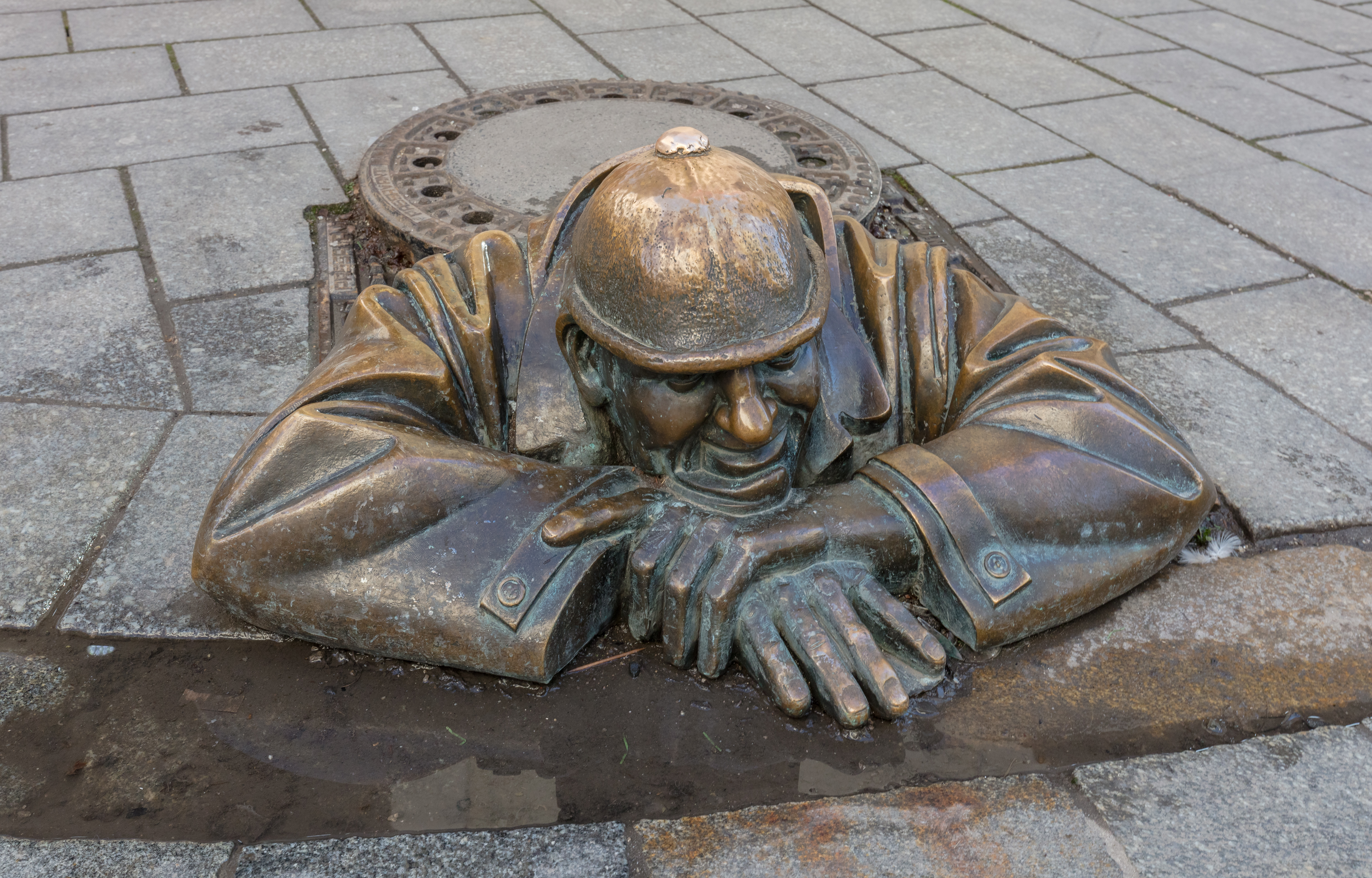
Estatua del Hombre Trabajando, una de las esculturas más populares de Bratislava.

Bratislava es el centro histórico cultural de Eslovaquia. Debido a este carácter multicultural, la cultura local está influenciada por varios grupos étnicos, incluyendo alemanes, eslovacos, húngaros y judíos. Bratislava posee muchos teatros, museos, galerías, salas de conciertos, cines, clubes de cine e instituciones culturales.

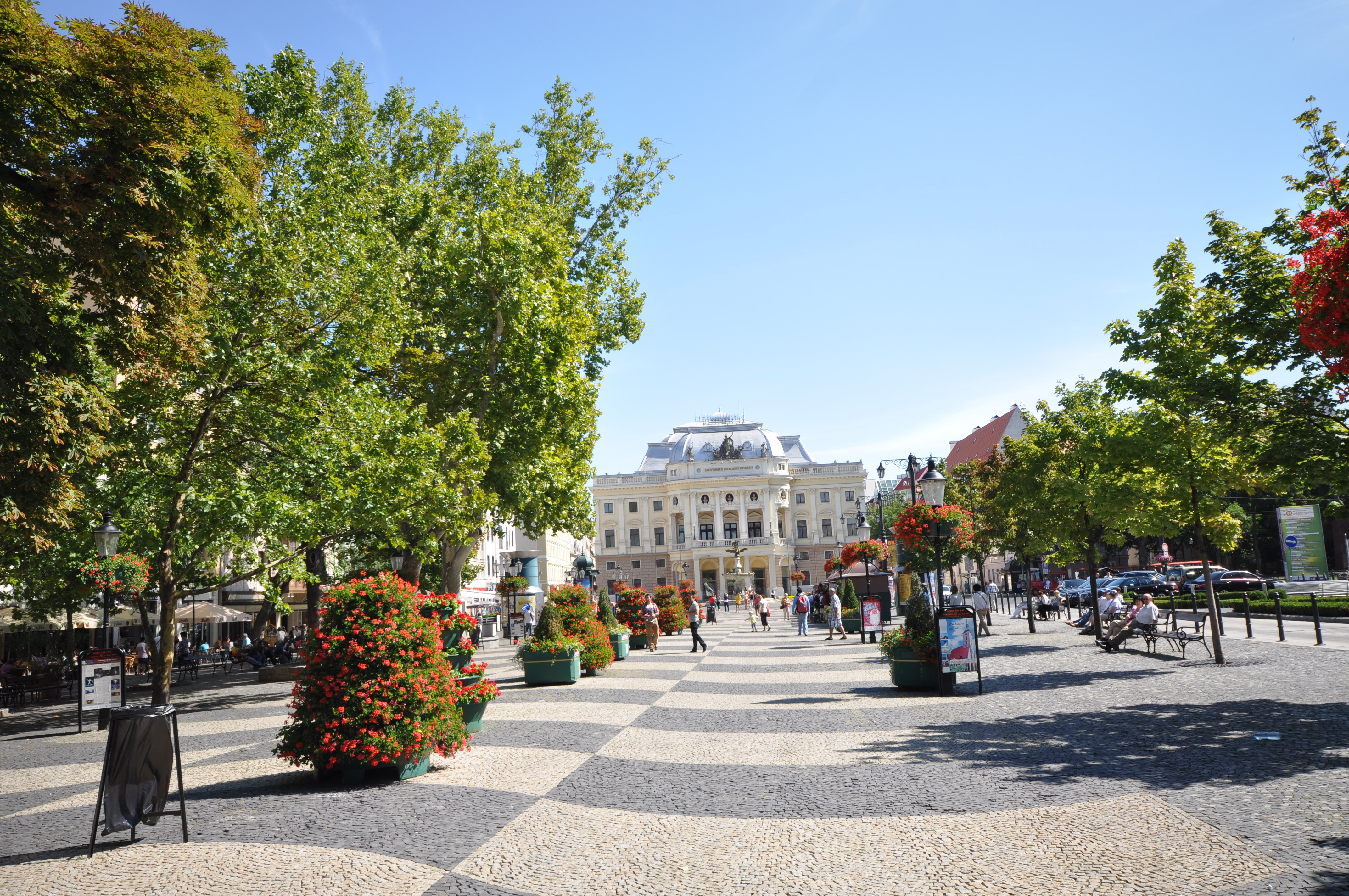
Antiguo edificio del Teatro Nacional Eslovaco en la Plaza Hviezdoslav.

### Artes escénicas
Bratislava es la sede del Teatro Nacional Eslovaco, ubicado en dos edificios. El primero es un edificio neorrenacentista situado en el casco antiguo al final de la Plaza Hviezdoslav. El nuevo edificio, abierto al público desde 2007, está en la ribera. El edificio cuenta con tres conjuntos: la ópera, el ballet y el teatro. Teatros más pequeños incluyen el Teatro de Marionetas de Bratislava, el teatro Astorka Korzo'90, el Teatro de Arena, L + S Studio y el Teatro de Radošina Ingenuo.
La música en Bratislava floreció en el siglo XVIII y está estrechamente vinculada a la vida musical vienesa. Mozart visitó la ciudad con seis años. Entre otros notables compositores que visitaron la ciudad se encuentran Haydn, Liszt, Bartók y Beethoven, que interpretó su Missa Solemnis por primera vez en Bratislava. Es también el lugar de nacimiento del compositor Johann Nepomuk Hummel. Bratislava es la sede de la Orquesta Filarmónica Eslovaca. La ciudad alberga varios festivales anuales, como el Festival de Música de Bratislava y Bratislava Jazz Days. El Festival Wilsonic se celebra cada año desde 2000, lleva cada año decenas de actos musicales internacionales a la ciudad. Durante el verano, varios eventos musicales tienen lugar como parte del Verano Cultural de Bratislava. Aparte de los festivales de música, se puede escuchar la música que van desde la clandestinidad a las estrellas del pop bien conocidos. Entre compositores que nacieron en Bratislava se encuentran Johann Nepomuk Hummel, Vladimír Godár y Peter Machajdik.

### Museos y galerías

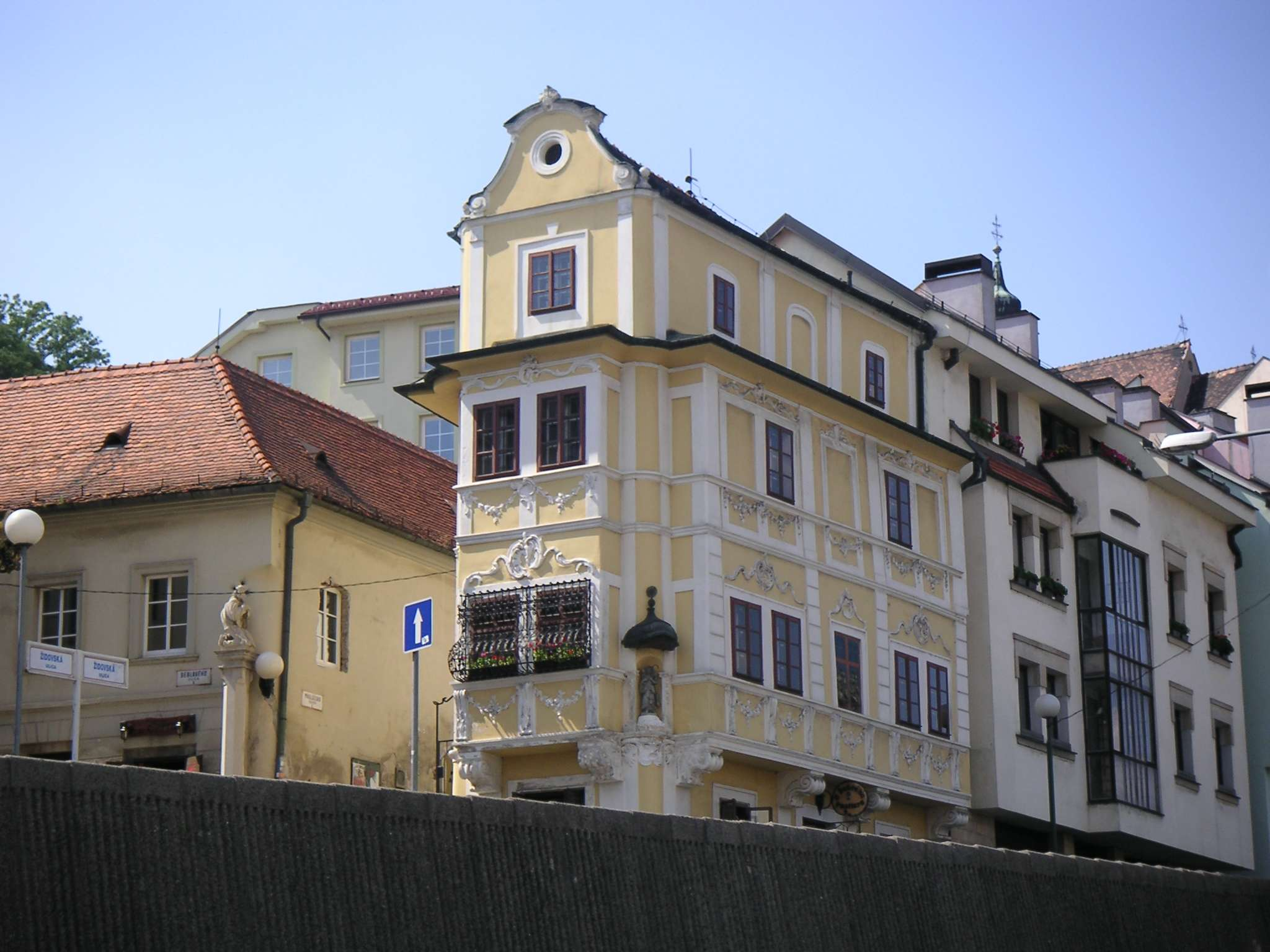
El estilo rococó "Casa del Buen Pastor", que alberga el Museo de Relojes.

El Museo Nacional Eslovaco (Slovenské národné múzeum), fundado en 1961, tiene su sede en Bratislava, en la rivera en el casco antiguo, junto con el Museo de Historia Natural, que es una de sus subdivisiones. Es el museo más grande y la institución cultural en Eslovaquia. El museo gestiona 16 museos especializados en Bratislava y más allá. El Museo de la Ciudad de Bratislava (Múzeum mesta Bratislavy), establecida en 1868, es el museo más antiguo en operación continua en Eslovaquia. Su principal objetivo es la crónica de la historia de Bratislava en diversas formas desde los primeros períodos de uso de las colecciones históricas y arqueológicas. Ofrece exposiciones permanentes en ocho museos especializados.
La Galería Nacional Eslovaca, fundada en 1948, ofrece la más amplia red de galerías en Eslovaquia. Dos pantallas en Bratislava están una junto a la otra en el Palacio de Esterházy (Esterházyho palác) y el Cuartel de Agua (Vodné kasárne) en el Danubio en la rivera de la ciudad antigua. La galería de la ciudad de Bratislava, fundada en 1961, es la segunda más grande de Eslovaquia galería de su tipo. La galería ofrece exposiciones permanentes en el Palacio de Pálffy (Pálffyho palác) y Palacio Mirbach (Mirbachov palác), en la Ciudad Vieja. Museo de Arte Danubiana, uno de los museos de arte más joven en Europa, está cerca de Čunovo de agua.

### Medios de comunicación

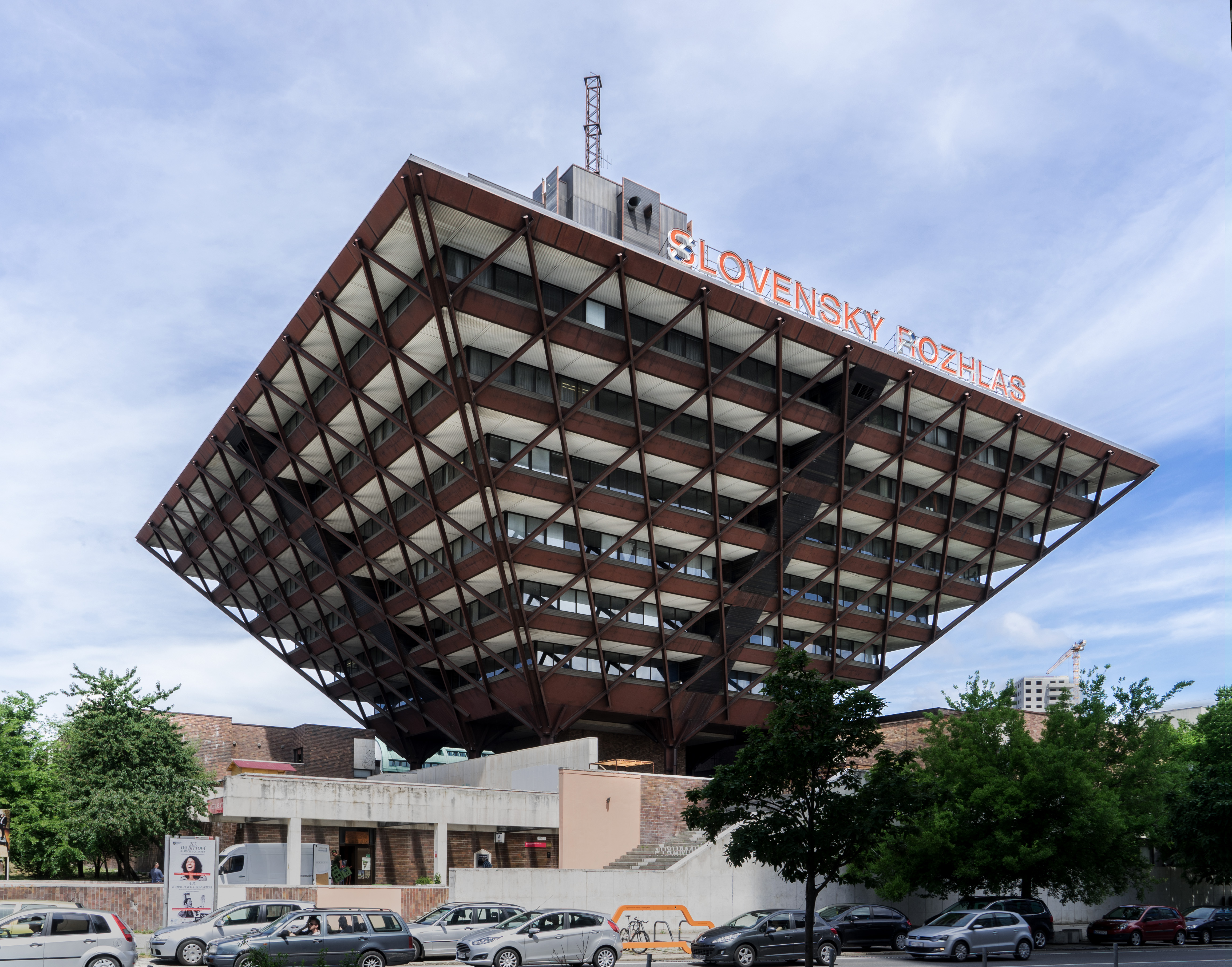
Edificio de Rozhlas a televízia Slovenska ("Radio y televisión de Eslovaquia")

Como capital nacional, Bratislava alberga muchos medios de comunicación nacionales y locales. Notables estaciones de televisión con sede en la ciudad incluyen la Televisión Eslovaca (Slovenská televízia), Markíza, JOJ y TA3. La Radio Eslovaca (Slovenský rozhlas) tiene su sede en el centro, y muchas estaciones de radio comerciales eslovacas están domiciliadas en la ciudad. Entre los periódicos nacionales con sede en Bratislava se cuentan PYME, Pravda, Nový hora, Hospodárske noviny y el diario en inglés The Slovak Spectator, así como las agencias de noticias: la Agencia de Noticias de la República Eslovaca (TASR) y la Agencia de Noticias Eslovaca (SITA).

### Deporte

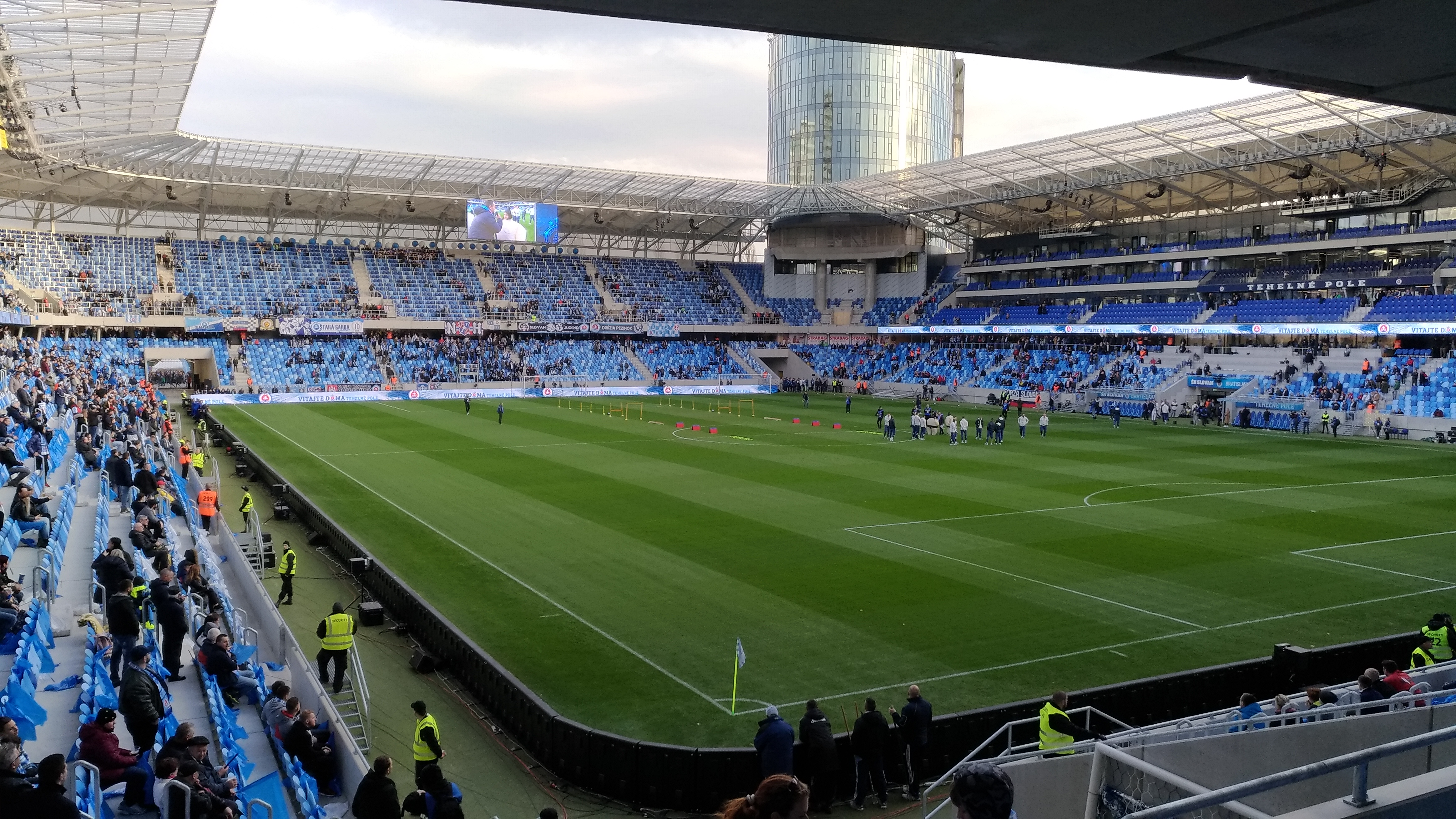
Estadio Tehelné pole en Nové Mesto, sede del club de fútbol Slovan Bratislava.

El fútbol está representado actualmente por dos clubes que juegan en la Superliga de fútbol, la Corgoň Liga. El Slovan Bratislava, fundado en 1919, tiene su sede en el estadio Tehelné pole, es el club más laureado del país (15 títulos) y es el único club de la antigua Checoslovaquia y de la actual Eslovaquia que posee un título europeo en sus vitrinas, la Recopa de Europa en 1969. El FC Artmedia Bratislava fundado en 1898 es el club más antiguo de Bratislava y tiene su sede en Štadión Petržalka en Petržalka. Otro conocido club de la ciudad es el FK Inter Bratislava, fundado en 1945, tiene su sede en el terreno Štadión Pasienky y en la actualidad desempeña en la Segunda División eslovaca.
Bratislava es la sede de tres foros de deportes de invierno: Ondrej Nepela Deportes de Invierno Stadium, V. Dzurilla Deportes de Invierno Stadium, y Dúbravka Deportes de Invierno Estadio. El HC Slovan Bratislava equipo de hockey sobre hielo representa Bratislava en Eslovaquia top liga de hockey sobre hielo, el eslovaco Extraliga. Samsung Arena, una parte de Ondrej Nepela Deportes de Invierno Stadium, es la sede del HC Slovan. Los Campeonatos del Mundo de Hockey sobre hielo en 1959 y 1992 se desempeñó en Bratislava, y el de 2011 de la modalidad masculina se celebrará también en Bratislava, Košice y, de un nuevo escenario que se está planificando.
El Centro de Deportes Acuáticos Čunovo es un slalom blancas y rafting, en las inmediaciones de la represa Gabčíkovo. El Centro acoge varios concursos anuales nacionales e internacionales de canoa y kayak.
El Centro Nacional de Tenis, que incluye Sibamac Arena, acoge diversas actividades culturales, deportivas y eventos sociales. Varios partidos de la Copa Davis que se han jugado allí, incluida la final de la Copa Davis 2005. La ciudad está representada en la parte superior de Eslovaquia en las ligas masculinas y femeninas de baloncesto, femenina de balonmano y voleibol, y masculina de waterpolo. El Devín de Bratislava correr Nacional es el evento deportivo más antiguo de Eslovaquia, el de Bratislava y la maratón se celebra anualmente desde el año 2006. Una pista se encuentra en Petržalka, donde se celebran regularmente carreras de caballos y de perros.

## Turismo

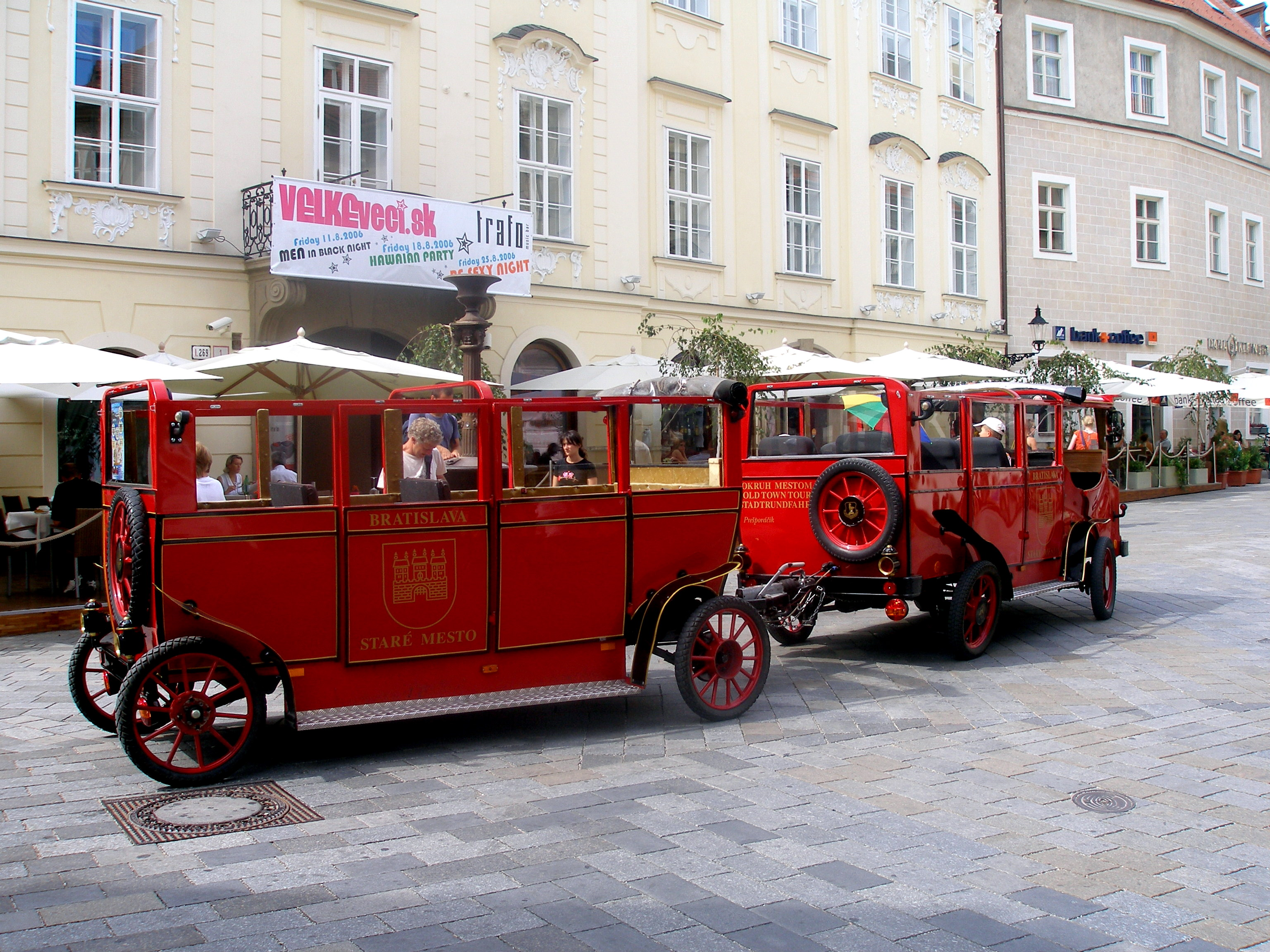
Tren turístico Prešporáčik en el casco antiguo.

En 2006, había en Bratislava 77 instalaciones comerciales de alojamiento (de los que 45 eran hoteles), con una capacidad total de 9940 camas. Aproximadamente un total de 686 201 visitantes pernoctaron en la ciudad, de los cuales 454 870 eran extranjeros. Sin embargo, una parte considerable de las visitas se hace por aquellos que visitan Bratislava para un solo día, mayoritariamente desde Budapest o Viena, con lo cual su número exacto no se conoce. En total, los visitantes hicieron 1 338 497 pernoctaciones. La mayoría de visitantes extranjeros proceden de la República Checa, Alemania, el Reino Unido, Italia, Polonia, España y Austria.

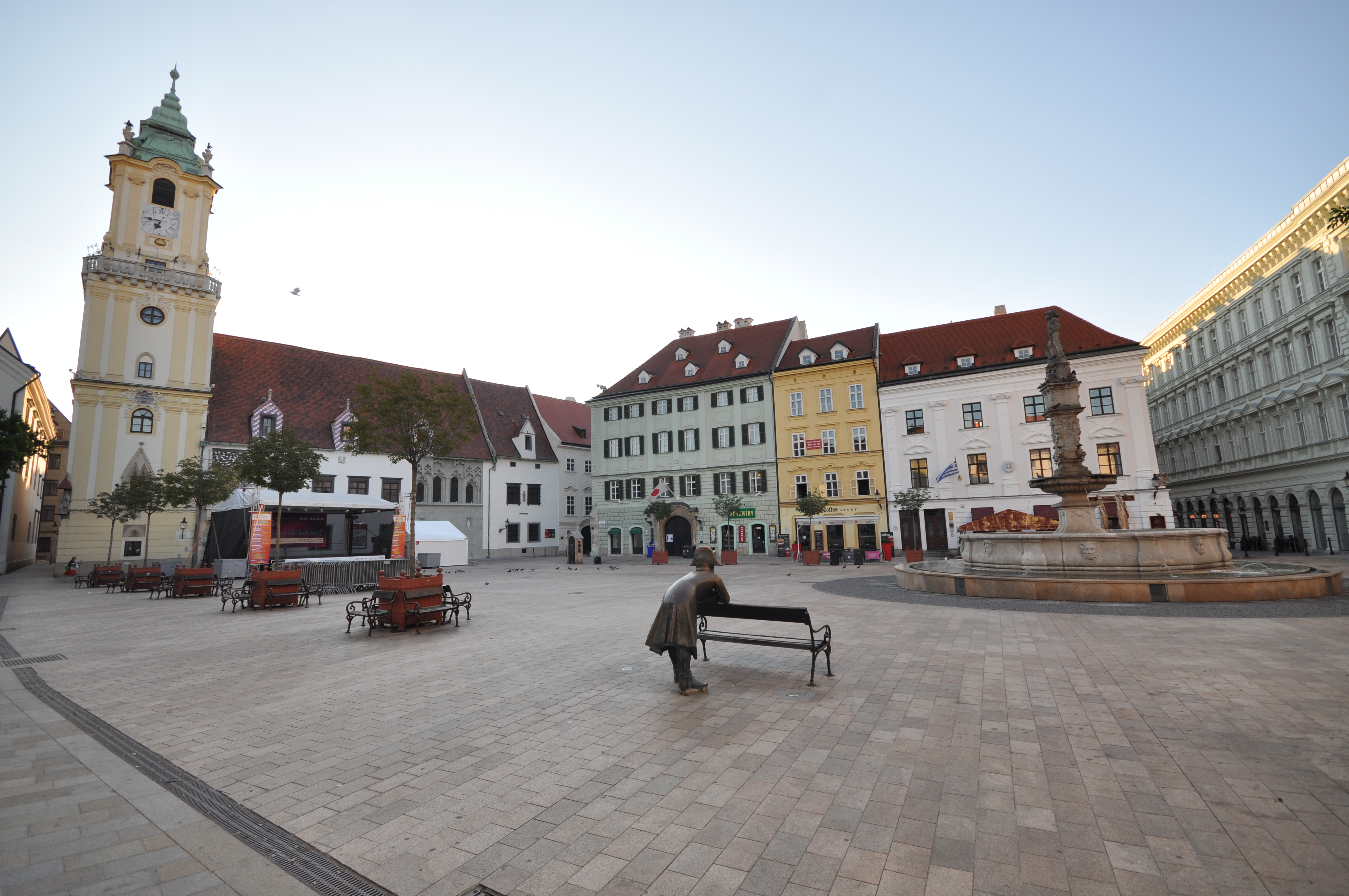
Plaza Hlavné Námestié

El turismo en Bratislava ha experimentado un gran crecimiento en los últimos años, entre otros factores, debido al incremento del transporte aéreo a cargo de aerolíneas de bajo coste, principalmente desde el Reino Unido, Italia y España a cargo de Ryanair. Si bien suponen una bendición a la industria turística de la ciudad, las diferencias culturales y el vandalismo han provocado la preocupación de funcionarios locales.

## Educación y ciencia

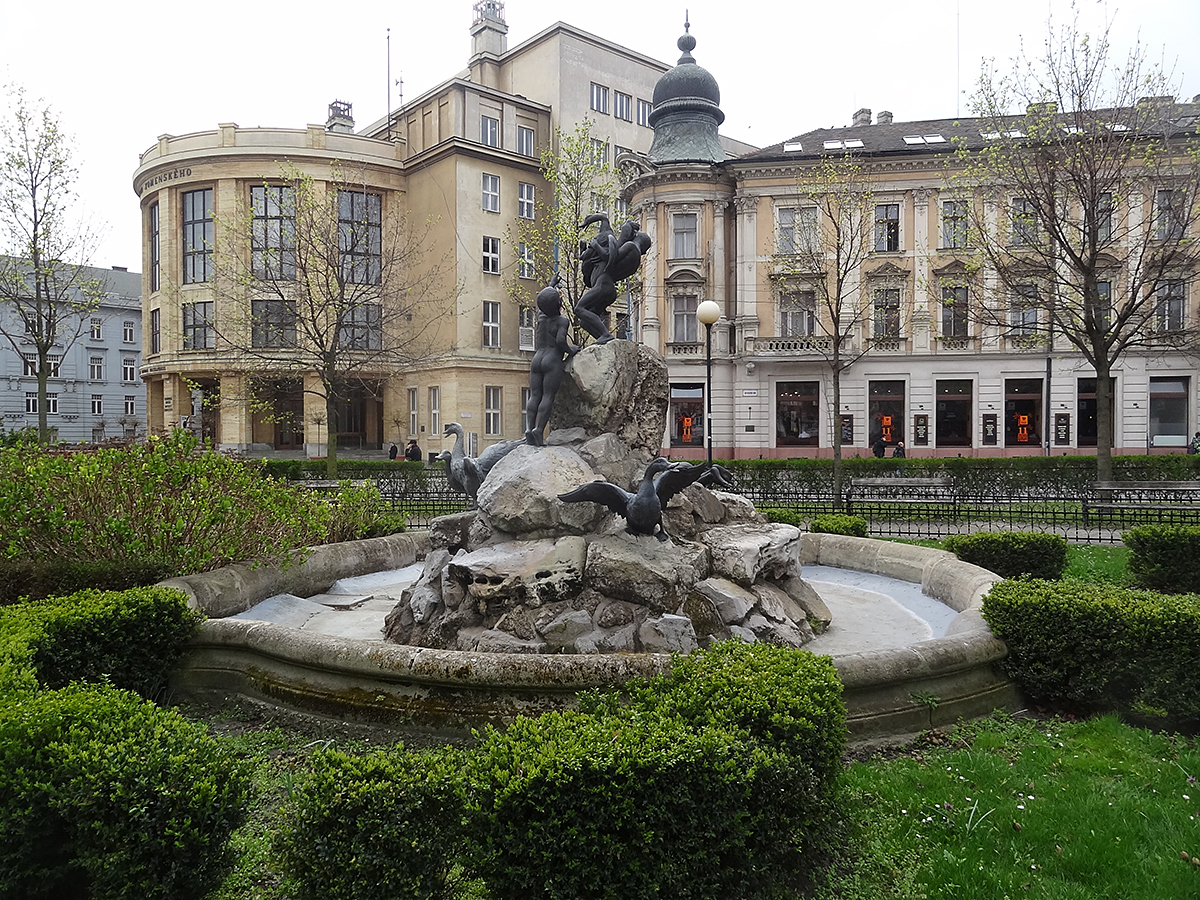
Edificio de la Universidad Comenius en el centro de Bratislava.

La primera universidad de Bratislava, y también del territorio de la actual Eslovaquia, fue la Universitas Istropolitana, fundada en 1465 por el rey Matías Corvino. Se cerró en 1490 después de su muerte.
Bratislava es sede de la universidad más grande del país (la Universidad Comenius, 27 771 estudiantes), la mayor universidad técnica (Universidad Eslovaca de Tecnología, 18 473 estudiantes), y las escuelas de arte más antiguas (la Academia de las Artes Escénicas y de la Academia de Bellas Artes y Diseño) de Eslovaquia. Otras instituciones de educación terciaria son el público en la Universidad de Economía de Bratislava y el Colegio Técnico y de la primera universidad privada en la República Checa, Universidad de la Ciudad de Seattle. En total, alrededor de 56 000 estudiantes asisten a la universidad en Bratislava.
Hay 65 escuelas primarias públicas, nueve escuelas primarias privadas y diez escuelas primarias. En total, 25 821 alumnos se inscriben. La ciudad del sistema de educación secundaria (algunas escuelas de enseñanza media y todas las escuelas secundarias) consta de 39 gimnasios con 16 048 estudiantes, 37 escuelas secundarias especializadas con 10 373 estudiantes, y 27 escuelas de formación profesional con 8 863 alumnos (según datos de 2007).
La Academia Eslovaca de Ciencias, tiene su sede también en Bratislava. Sin embargo, la ciudad es una de las pocas capitales europeas que no tienen ni un observatorio ni un planetario. El observatorio más cercano es el de Modra, a 30 kilómetros de distancia, y el planetario más cercano está en Hlohovec, a 70 kilómetros de distancia. CEPIT, la de Europa Central Park Por tecnologías innovadoras, está programado para el desarrollo en Vajnory. Este parque de la ciencia y la tecnología combina la investigación pública y privada y las instituciones educativas. La construcción se prevé iniciar en 2008.

## Transporte
La posición geográfica de Bratislava en la Europa central ha hecho de la ciudad una encrucijada natural para el comercio internacional. Antiguas rutas comerciales, como la Ruta del ámbar y la vía fluvial del Danubio, han cruzado el territorio de la actual Bratislava, que hoy en día es un centro viario, ferroviario, aéreo y fluvial.

### Carreteras

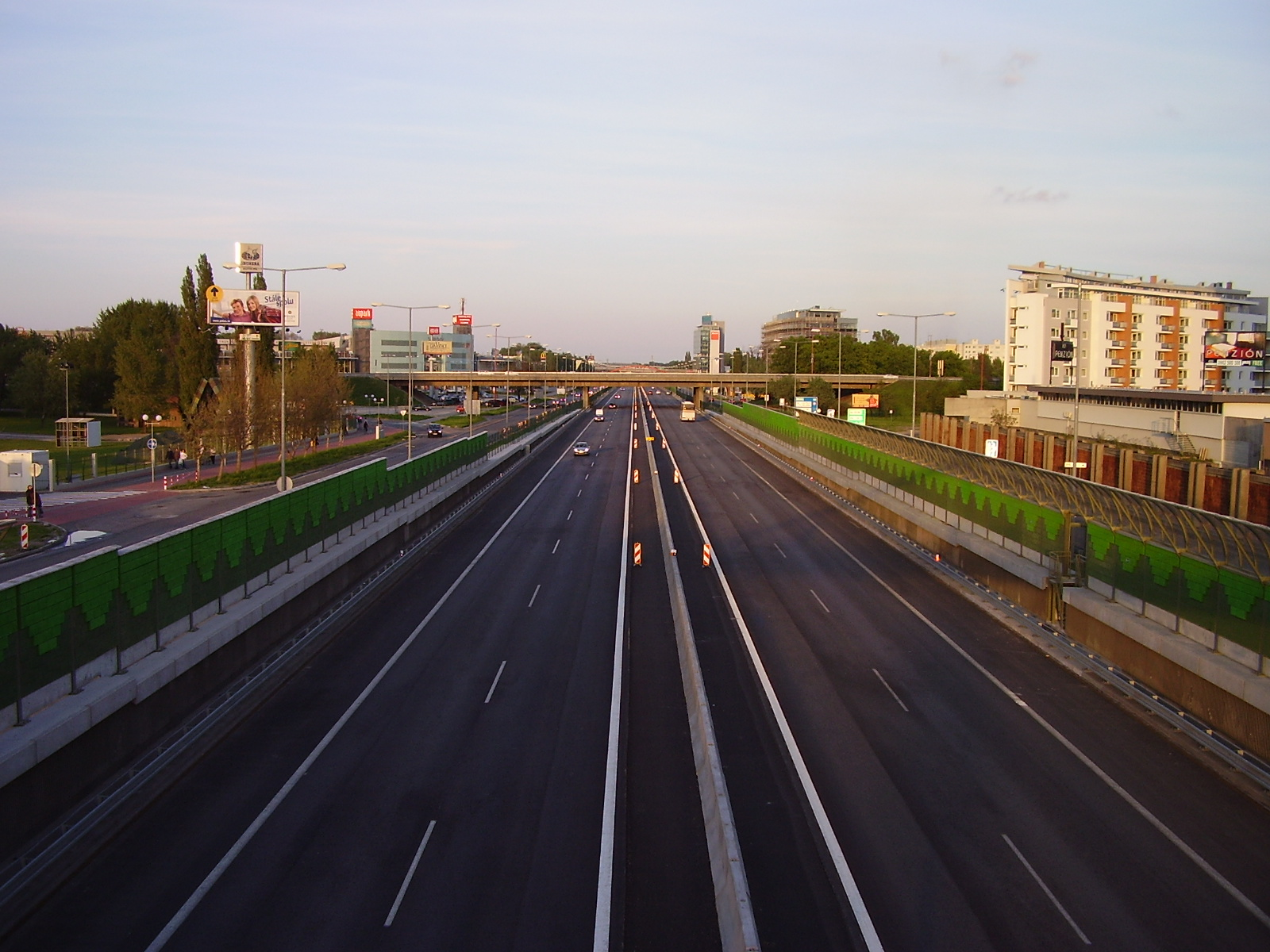
Autopista D1-Petržalka en Bratislava.

La autopista D1 conecta Bratislava con Trnava, Nitra, Trenčín, Žilina, mientras que la autopista D2, en la dirección norte-sur, la enlaza con Praga, Brno y Budapest. Está en proyecto construir la autopista D4 (circunvalación exterior), lo que aliviaría la presión sobre la red viaria de la ciudad.
La autopista A6 a Viena conecta Eslovaquia directamente al sistema de autopistas austriacas y fue inaugurada el 19 de noviembre de 2007.
Actualmente, hay cinco puentes sobre el Danubio (ordenados según la corriente del río): Puente Lafranconi, Nový Most, Starý Most, Most Apollo y Prístavný Most.
Hay alrededor de 200 000 automóviles registrados en Bratislava, lo que es aproximadamente de 2 habitantes por un automóvil.

### Ferrocarril

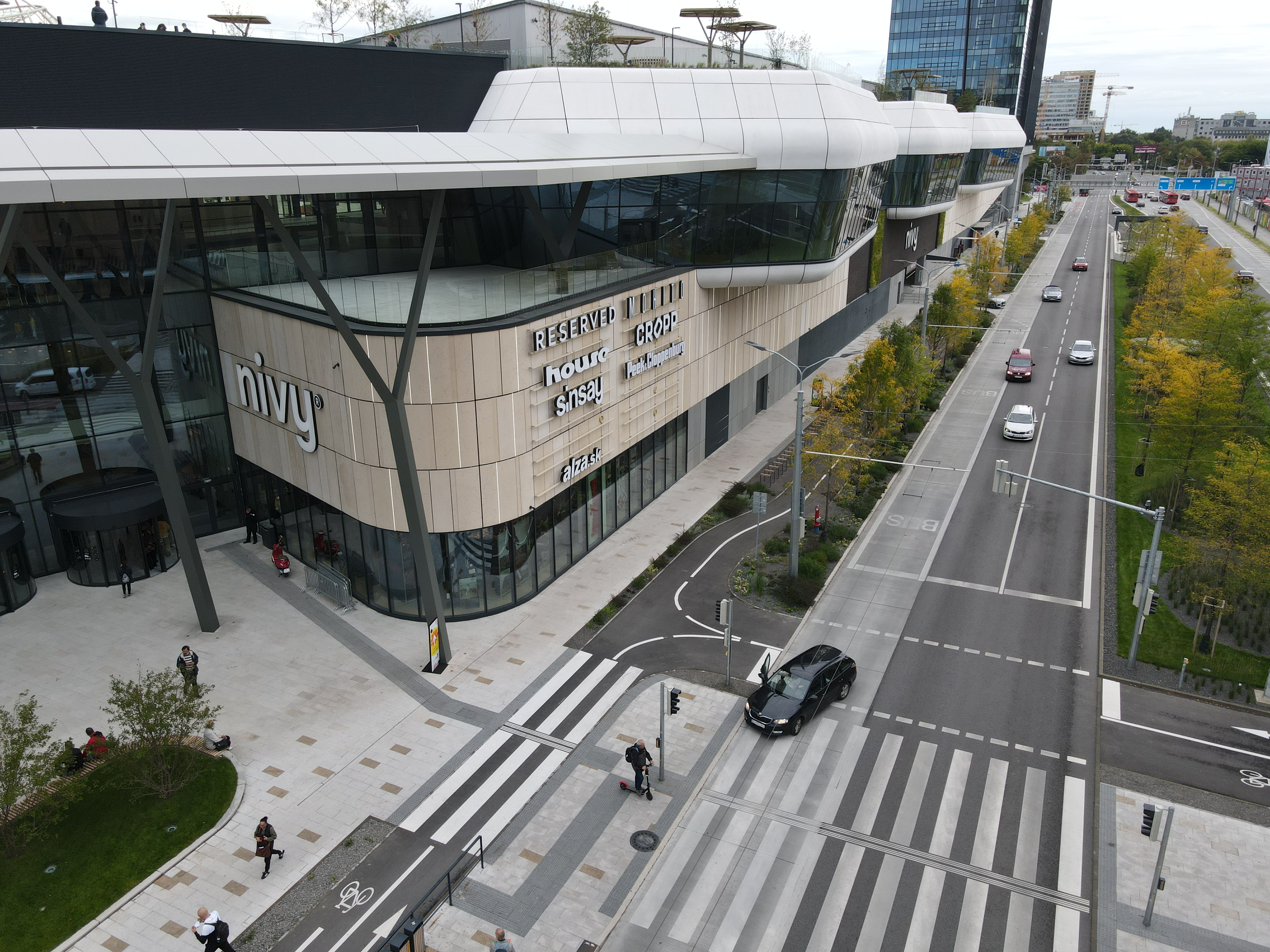
Estación Nivy.

En 1840 se construyó el primer ferrocarril tirado por caballos de todo el Reino de Hungría, que la comunicaba con Svätý Jur y luego se prolongó a Trnava y Sereď en 1846 (la pista fue convertida para los trenes de vapor en la década de 1870). La tracción a vapor se introdujo en 1848 con un enlace a Viena y en 1850 con un enlace a Budapest.
Hoy, Bratislava es un eje ferroviario, con seis líneas de ferrocarril (a Břeclav, Trnava, Galanta, Komárno, Hegyeshalom y Parndorf). La principal estación de tren se encuentra en el borde del casco antiguo, con líneas que conectan a través de Košice el norte de Eslovaquia, la República Checa, Austria, Hungría y el sur de Eslovaquia. Es notable la estación de tren de Bratislava-Petržalka, que conecta Bratislava con Austria. También hay estaciones suburbanas: Devínske Jazero, Devínska Nová Ves, Lamač, Železná studienka, Vinohrady, Rača, Východ, Vajnory, Predmestie, Rusovce, Nové Mesto, Podunajské Biskupice, ÚNS y las estaciones canceladas: Devínska Nová Ves zastávka, Filiálka, Slovany, Nivy, Vrakuňa, Kopčany, Jarovce, Čunovo y Petržalka-Most.

### Tráfico aéreo

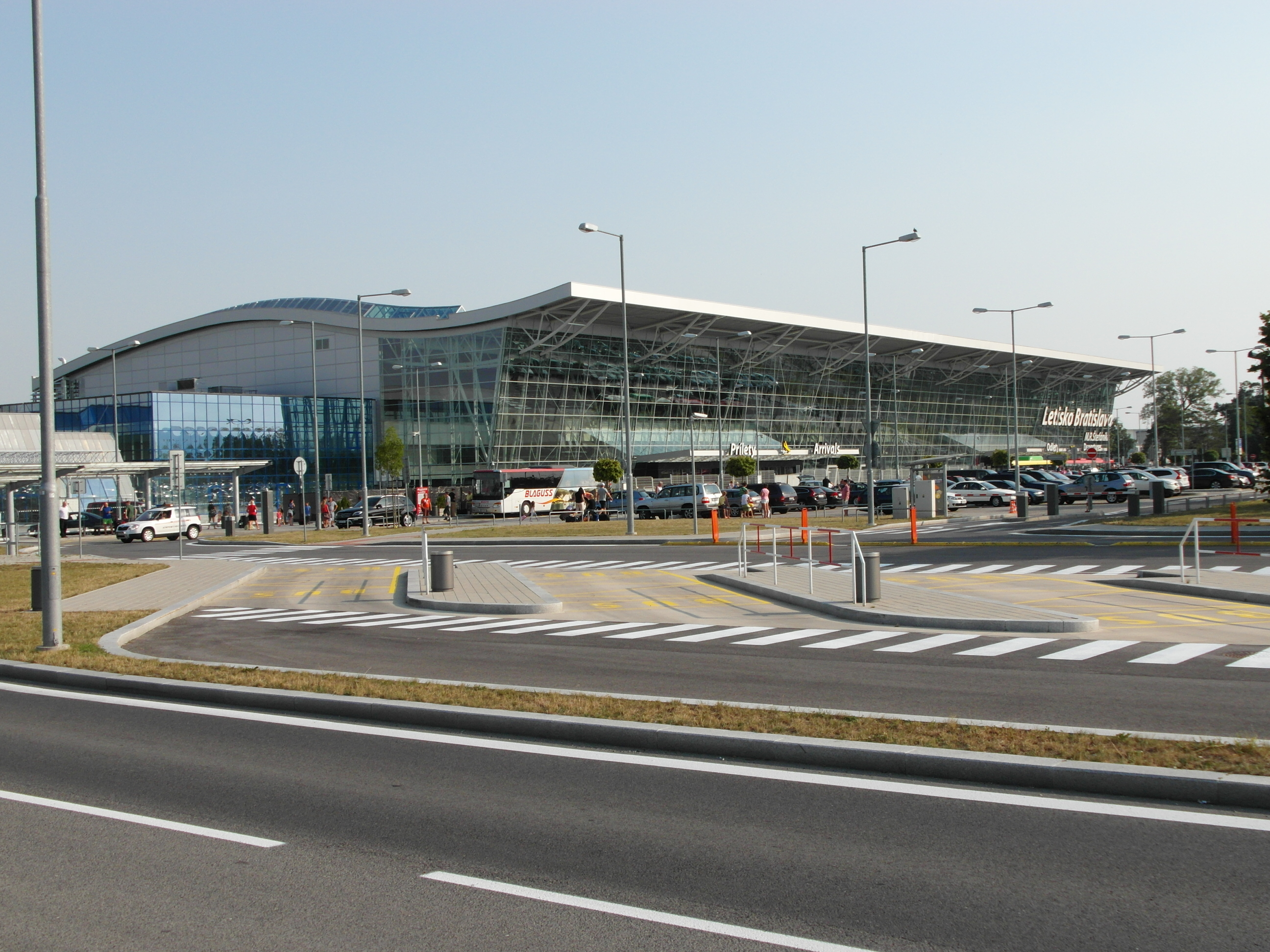
Aeropuerto de Bratislava.

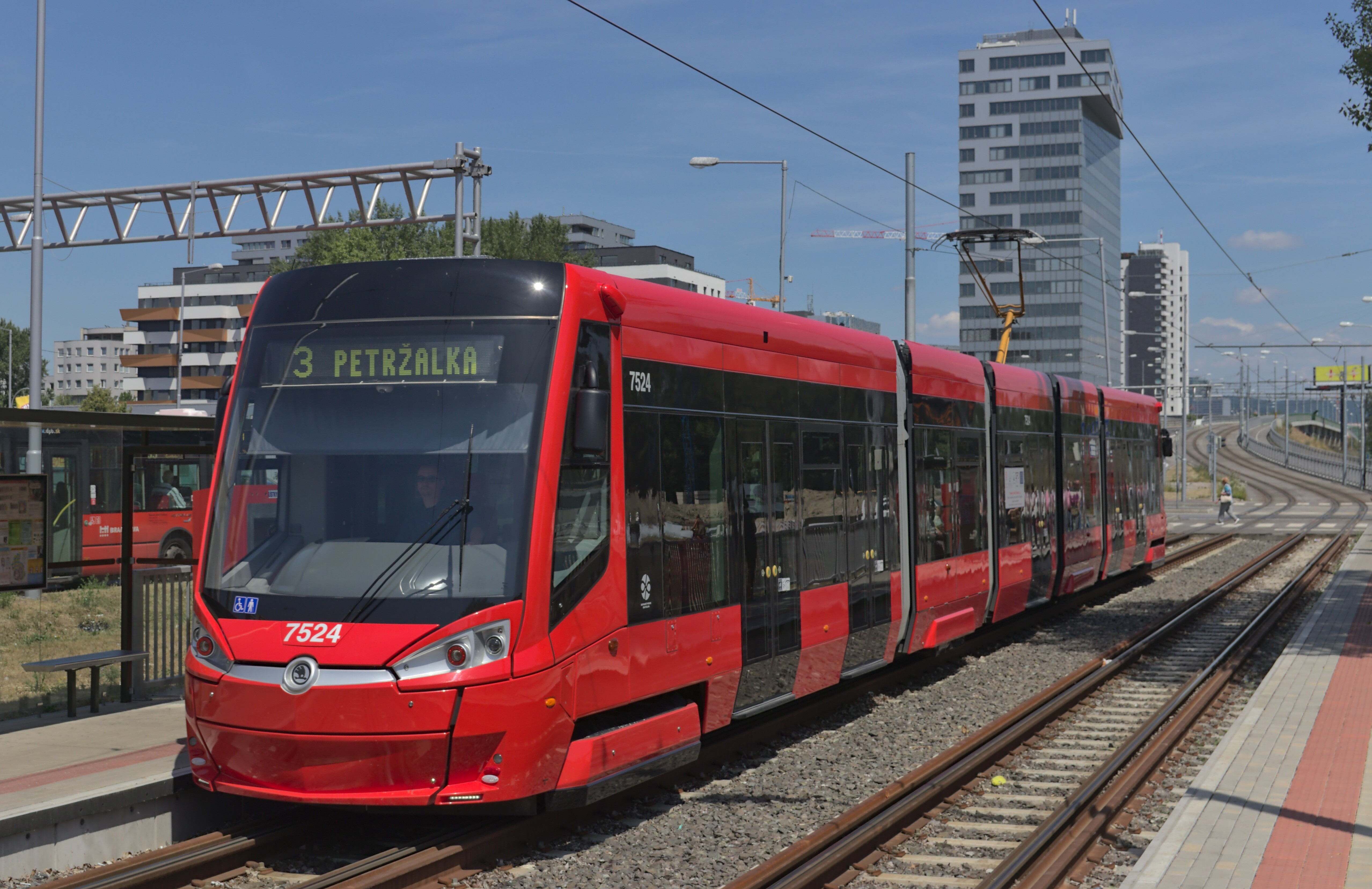
Moderno tranvía en Bratislava.

El aeropuerto Milan Rastislav Štefánik lleva el nombre del General Milan Rastislav Štefánik. También se le llama aeropuerto de Bratislava (Bratislava Letisko), es el principal aeropuerto internacional de Eslovaquia. Se encuentra a 9 kilómetros al noreste de la ciudad. Se utiliza tanto para vuelos nacionales como internacionales. El aeropuerto ha experimentado un rápido crecimiento en el tráfico de pasajeros en los últimos años, pues ha pasado de 279 028 pasajeros en 2000, a 1 937 642 en 2006 y a 2 024 142 en 2007.

### Tráfico fluvial
El puerto de Bratislava es uno de los dos puertos fluviales internacionales en Eslovaquia. El puerto conecta a Bratislava con el tráfico fluvial internacional, en especial la interconexión desde el mar del Norte al mar Negro a través del canal Rin-Meno-Danubio. Además, las líneas turísticas que operan en el puerto de Bratislava, incluyen rutas a Devín, Viena y otros lugares.

### Transporte público
El transporte público en Bratislava es administrado por Dopravný podnik Bratislava, la empresa de transporte público de la ciudad. El sistema de transporte se conoce como Mestská hromadná doprava (MHD, "Tránsito Municipal Masivo). La historia del transporte público en Bratislava se inició en 1895, con la apertura de la primera línea de tranvía.
El sistema utiliza tres tipos principales de vehículos. Los autobuses cubren casi toda la ciudad y circulan a los lugares más remotos, distritos y zonas, con 66 líneas diurnas y 20 nocturnas. Los tranvías circulan por 13 líneas (ancho de vía métrica, la longitud de la red es de 39,6 km). Los trolebuses sirven como complemento a los medios de transporte, con 14 líneas. Un servicio adicional es el Transporte Integrado de Bratislava (Bratislavská integrovaná doprava), que enlaza las rutas de tren y autobuses en la ciudad con los puntos más alejados.

## Ciudades hermanadas
Bratislava está hermanada con:
- Sarátov (Rusia)
- Ereván (Armenia)
- Viena (Austria)
- Veracruz (México)
- Ruse (Bulgaria)
- Larnaka (Chipre)
- Praga (República Checa)
- Alejandría (Egipto)
- Turku (Finlandia)
- Bremen (Alemania)
- Ulm (Alemania)
- Salónica (Grecia)
- Székesfehérvár (Hungría)
- Perugia (Italia)
- Róterdam (Países Bajos)
- Cracovia (Polonia)
- Liubliana (Eslovenia)
- Kiev (Ucrania)[151]
- Cleveland (Estados Unidos)[152]